# Libre consortium municipal de Syracuse

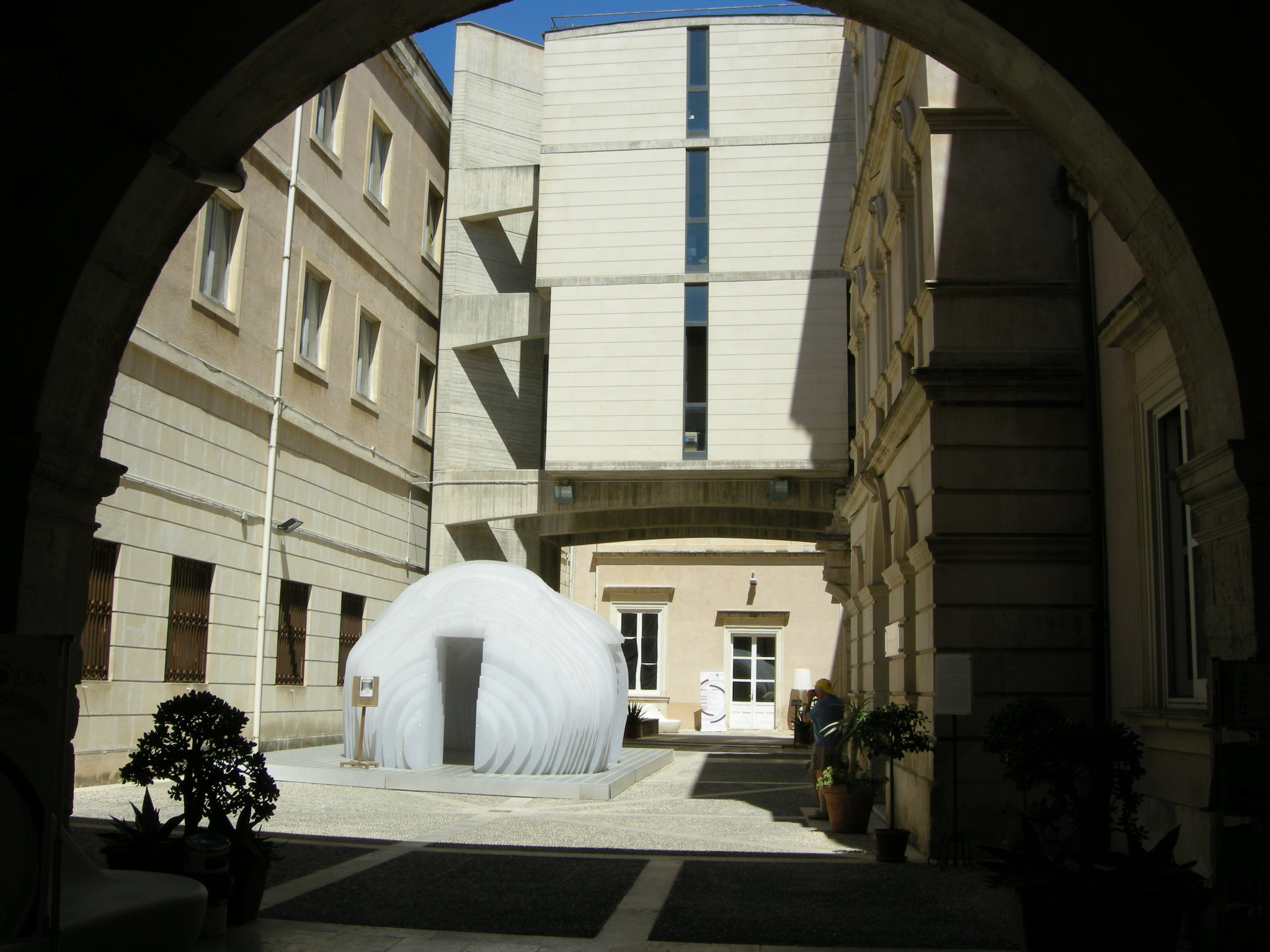
L'ex-église Sainte-Marie de la Concession.

Le libre consortium municipal de Syracuse (en italien : Libero consorzio comunale di Siracusa) est un libre consortium municipal de Sicile, en Italie, dont la capitale est Syracuse. Il compte 404 271 habitants et a une superficie de 2 109 km2. Il a une densité de 189 hab./km2. Il a des frontières avec la ville métropolitaine de Catane au nord-ouest et avec le libre consortium municipal de Raguse à l'ouest. Il est bordé par les mers Ionienne et Méditerranée.
Le libre consortium municipal est un point de commerce important à travers le port d'Augusta et la ville de Syracuse. Il est très touristique et possède un intérêt historique, artistique et archéologique. Sur son territoire se trouve le lac de Lentini.
La capitale Syracuse est également un carrefour ferroviaire et routier important pour la Sicile.

## Géographie

### Territoire

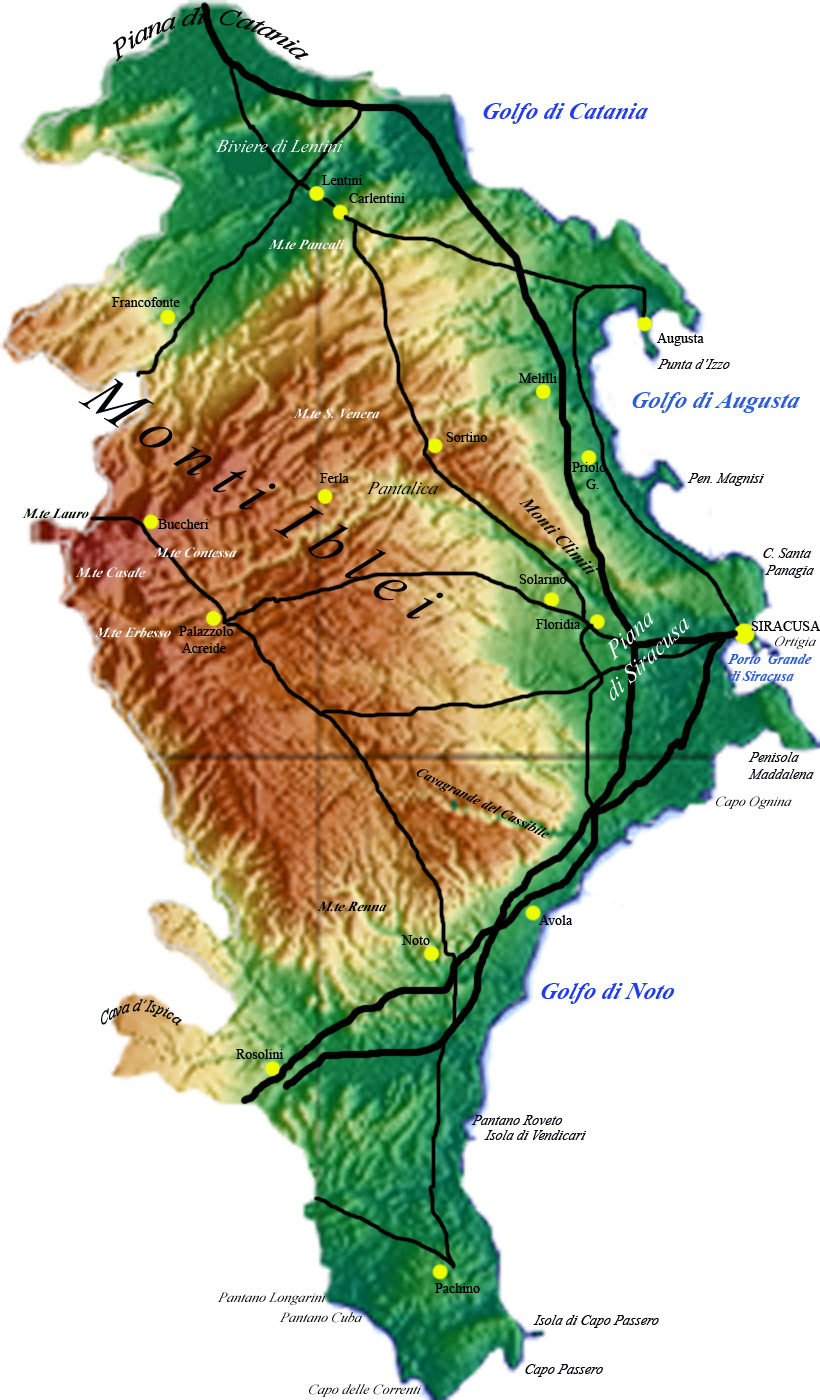
Carte physique de la province de Syracuse.

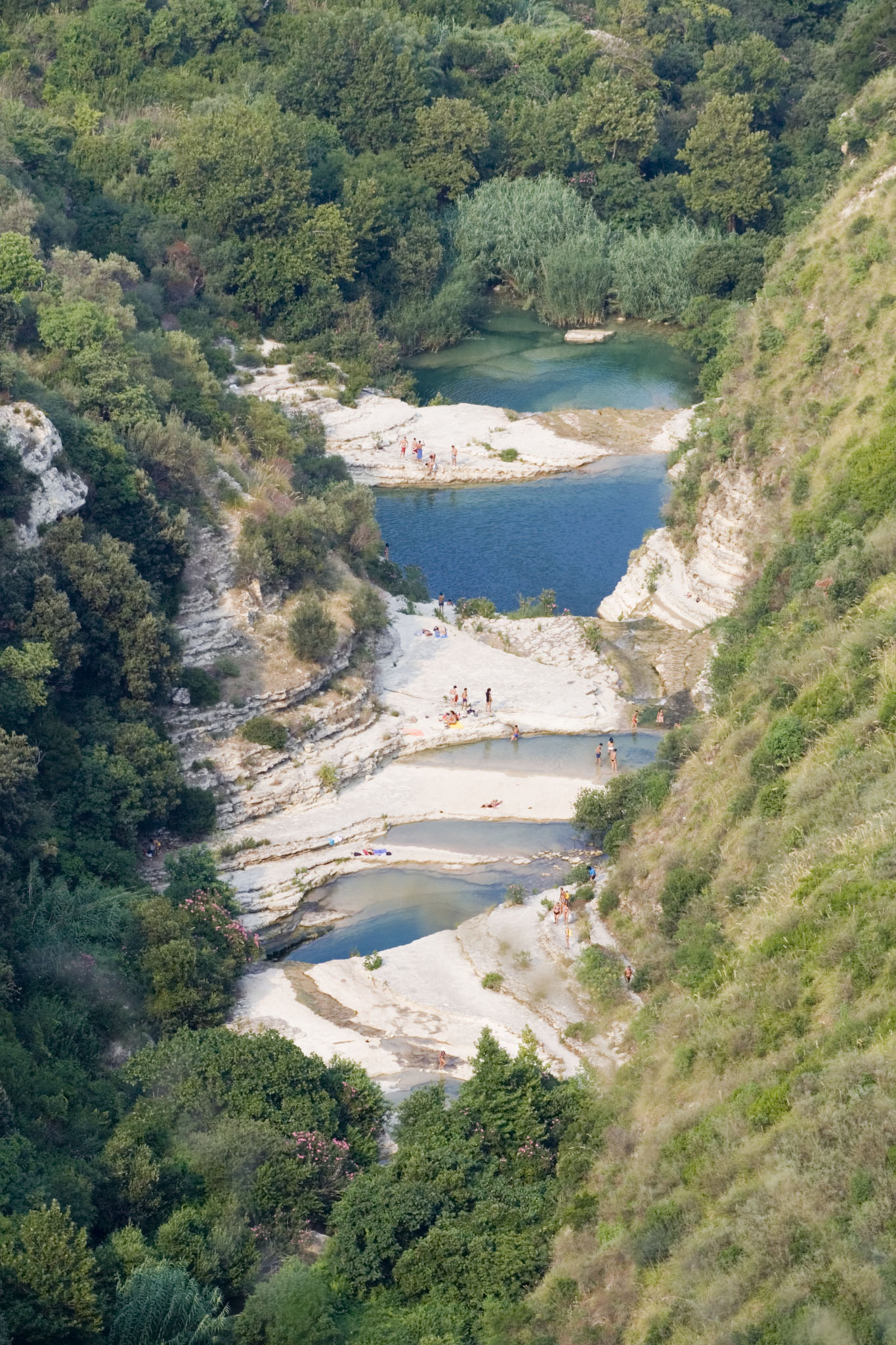
Réserve naturelle Cavagrande del Cassibile.

Le libre consortium municipal de Syracuse est situé au Sud-est de la Sicile. À l'est, il est bordé par la mer Ionienne. Au nord, il a une frontière avec la ville métropolitaine de Catane, ainsi que des terres situées dans la plaine de Catane. Et à l'ouest, il possède une frontière avec le libre consortium municipal de Raguse ainsi qu'un ensemble de territoires au sol calcaire.
Le libre consortium municipal possède un grand nombre de paysages qui peuvent être très différents :
- la zone nord (Lentini, Carlentini et Francofonte) appartient à la vallée du Simeto, et aussi à la plaine de Catane, cette zone caractérisée par la présence de culture d'agrumes[P 1] ;
- le plateau Hybléen est caractérisé par la présence de terres agricoles, marquées par les traces de carrières et par la présence de vastes champs ;
- la sous-province d'Anapo comprend la partie centrale du territoire de la province, où la présence humaine est la plus intense. Elle dispose d'un littoral parsemé par de nombreuses criques comme le golfe d'Augusta. Elle comprend aussi des plaines et des zones montagneuses[P 2] ;
- la pointe au sud de la province est fortement influencée par l'action de l'eau, d'une part par la présence de la mer avec sa pénétration dans les terres, provoquant la création de marais. Et d'autre part, par les cours d'eau qui forment le plateau karstique sur lequel ils circulent.

Du point de vue géologique, le libre consortium communal de Syracuse est liée à la formation des monts Hybléens qui forme un massif montagneux en calcaire dans lequel on retrouve plusieurs plateaux comme le plateau Hybléen.
Des études géologiques ont démontré que l'aire hybléenne, comme les Pouilles ou Malte, faisait partie des contreforts du nord de la plaque africaine. En effet, la zone de rencontre entre la plaque africaine et la plaque eurasiatique se trouve en Sicile. Des géophysiciens ont établi la présence de micro-plaques, ce sont elles qui sont à l'origine des nombreux séismes ressentis dans la partie orientale de la Sicile. Des grabens se sont formés comme le graben de Floridia, maintenant traversé par une rivière, il est situé dans une zone montagneuse, comprenant le mont Climiti (dans la chaîne des monts Hybléens). Ce graben est très important pour la géographie de la province, car il a influencé la paléontologie ainsi que l'installation humaine autour de cette zone.

### Montagnes

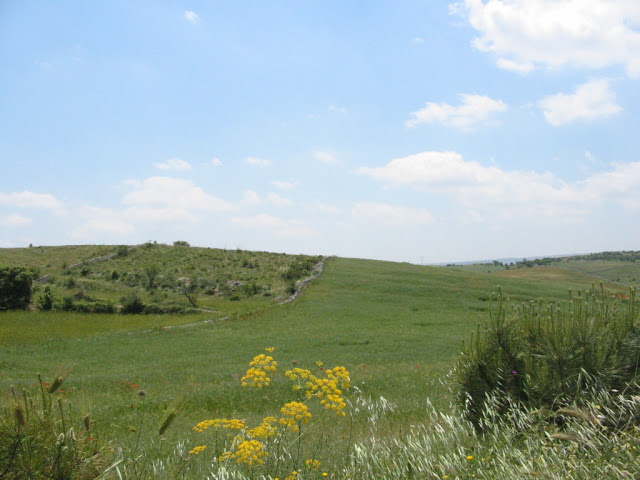
Un plateau typique des monts Hybléens, ici dans la vallée de l'Anapo

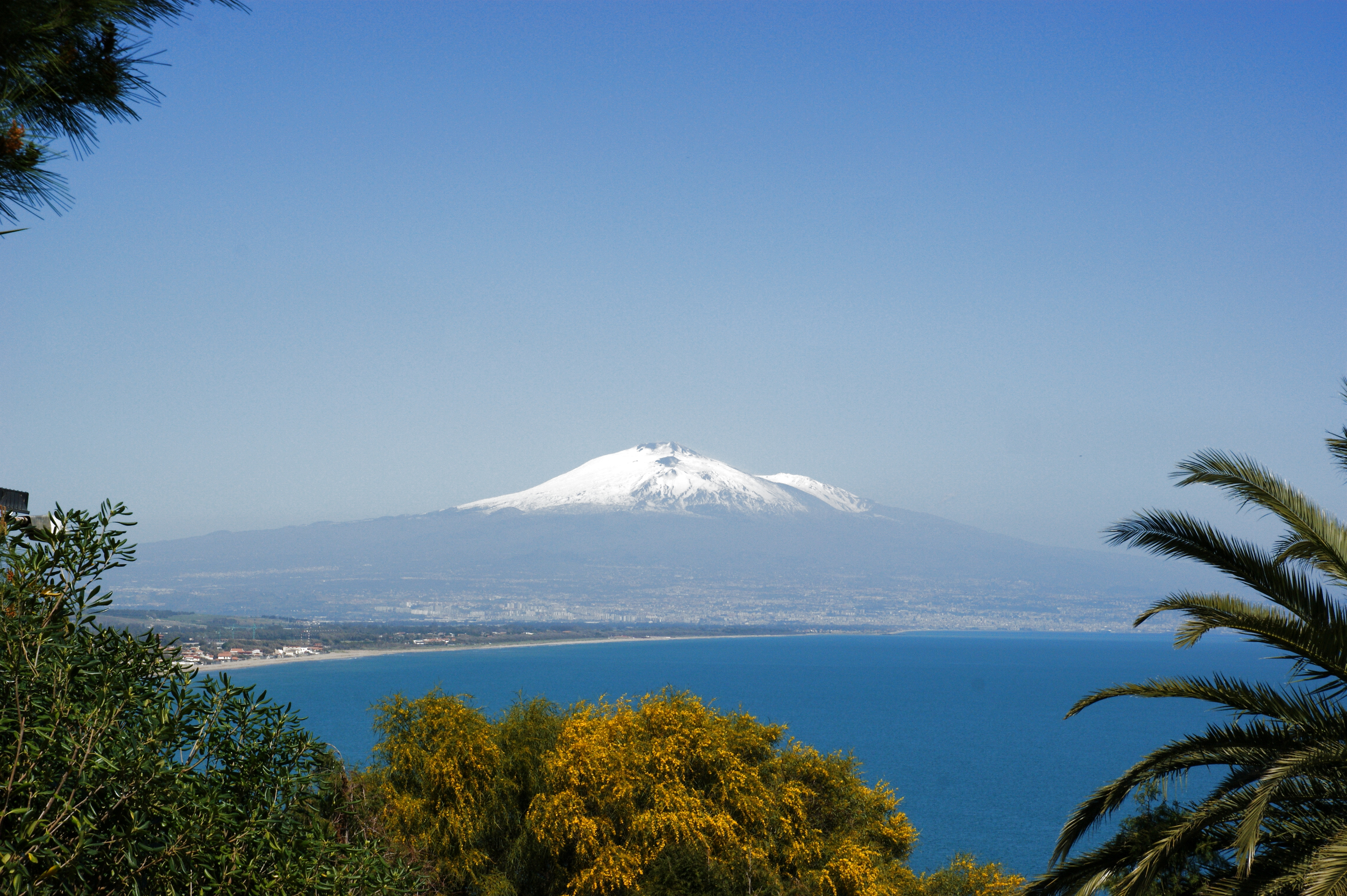
L'Etna vue du côté de Syracuse, à proximité de Catane, près de la plage d'Agonie, entre Augusta, Carlentini et Lentini

L'orographie de la province montre des signes d'une ancienne activité volcanique qui a donné lieu à des élévations de terrains. Maintenant, dans la province les collines sont prédominantes, elles constituent la moitié du territoire interne de la province, tandis que le long de la côte, ce sont les plaines qui dominent. Les sommets les plus hauts font partie de la chaîne des monts Hybléens (à l'extrémité avec la province de Raguse), mais les sommets ne dépassent pas 1 000 mètres. Le plus haut sommet, le mont Lauro ne culmine qu'à 986 mètres d'altitude, il est suivi par le mont Contessa (914 m), le mont Casale (910 m), le mont Santa Venera (869 m) et le mont Erbresso (821 m).
Il convient aussi de noter la présence de l'Etna, qui n'est pourtant pas sur le territoire de la province de Syracuse. Mais il en est proche, et il est visible depuis la plupart des endroits de la province de Syracuse. Sa proximité a une certaine influence sur l'aire hybléenne, quand une éruption volcanique se produit, des cendres peuvent aller se déposer dans la ville de Syracuse, où on peut retrouver sur les balcons, les rues et les toits, de fines couches de cendres.
Une autre géomorphologie caractéristique de la région est la présence de fissures profondes causées par des surfaces d'érosion de tous les cours d'eau qui traversent les nombreux plateaux sur lesquels se trouve la province. C'est ce phénomène qui est la base des carrières et des gorges. Parmi les fissures les plus importantes on retrouve celle de Pantalica et celle de la réserve naturelle de Cavagrande del Cassibile, située près de la ville d'Avola. L'importance des carrières dans la province n'est pas seulement d'un intérêt naturel ou géologique, mais aussi historique est anthropologique. Elles servent à l'étude de l'érosion et des gorges naturelles qui pouvaient être à l'époque préhistorique des cachettes pour les hommes, même si en bonne partie les grottes présentes dans la province sont creusées dans le calcaire.

### Bassins hydrographiques
Au nord de la province, à côté de Lentini se trouve le lac de Lentini. Avant 1930, c'était un grand lac marécageux, mais après son aménagement, il a été transformé en bassin artificiel pour irriguer les cultures agricoles voisines.
Deux autres barrages ont été créés dans la province, le long de la rivière d'Anapo entre Solarino et Sortino et entre Priolo Gargallo et Floridia pour pouvoir alimenter la centrale électrique du même nom. D'autres petits lacs se sont formés aux alentours du canyon de Cava Grande del Cassibie.

### Marais salins et tourbières de sel

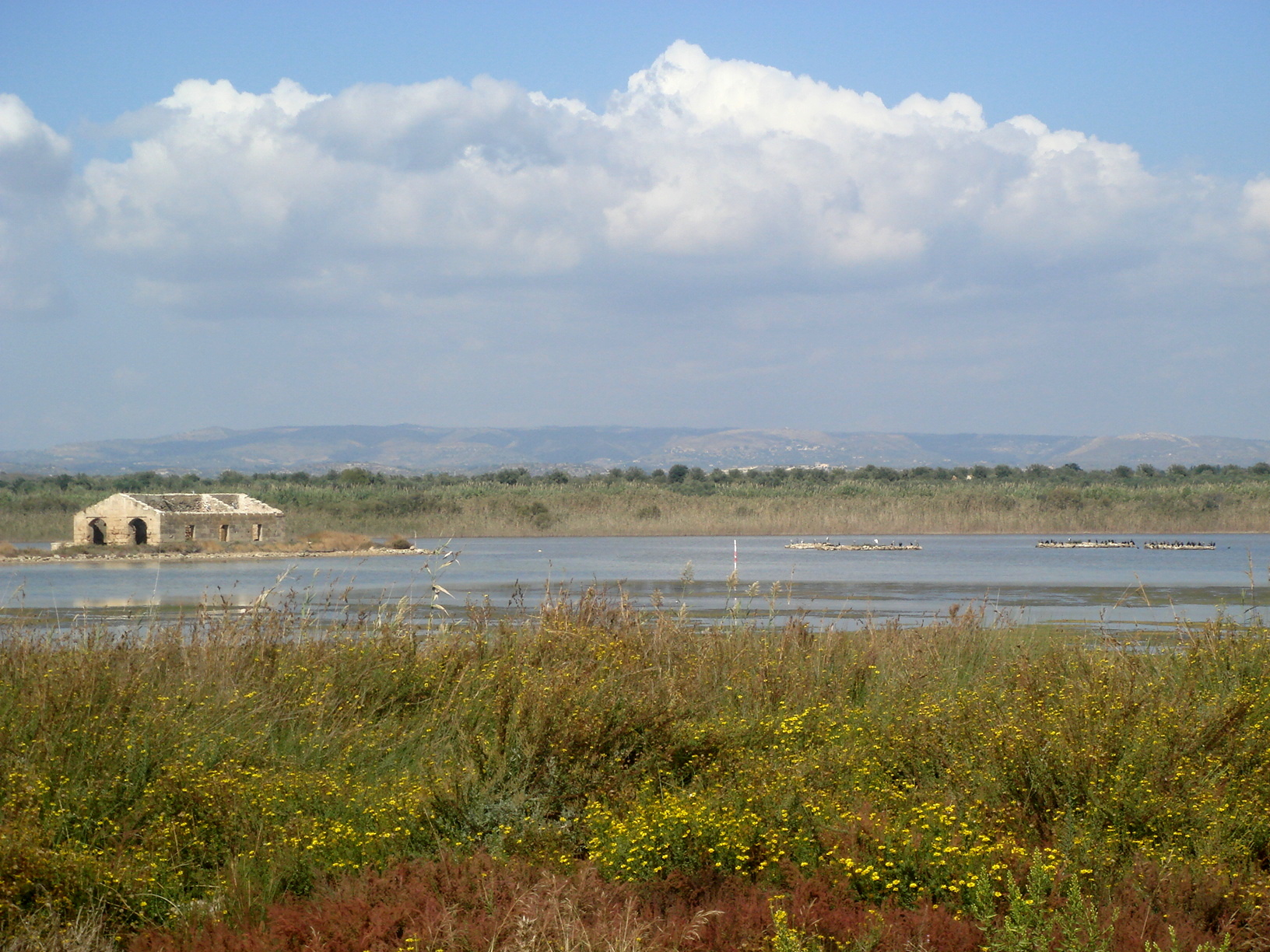
Les marais salins naturels de l'Oasis de Vendicari

Surtout dans le passé, la province de Syracuse possédait énormément de marais salins. Sur la côte nord-est, il y avait le marais d'Augusta (maintenant abandonné) et ceux de Priolo Gargallo qui étaient autrefois les plus vastes de la Sicile orientale. Il y a aussi l'ancienne saline de Syracuse qui a été classée comme un lieu naturel protégé afin de préserver son environnement fragile.
Dans le sud de la province, il y a un grand nombre de marais qui sont essentiels pour la faune locale, le plus célèbre d'entre eux est celui de la réserve naturelle de Vendicari.

### Fleuves et îles
La province est très riche en eau. C'est à partir du mont Lauro que descend le principal cours d'eau qui forme ensuite les cours torrentiels de la province de Syracuse. L'exception est le fleuve Gornalunga qui prend sa source dans les monts Héréens (dans la province d'Enna).
Près de la côte, il y a aussi un grand nombre de petites îles rattachées au territoire de la province. La plus grande d'entre elles est l'île de Palme (c'est le centre historique de la ville d'Augusta), elle représente à elle seule 30 000 habitants, c'est la deuxième la plus peuplée de Sicile (après la Sicile elle-même),.

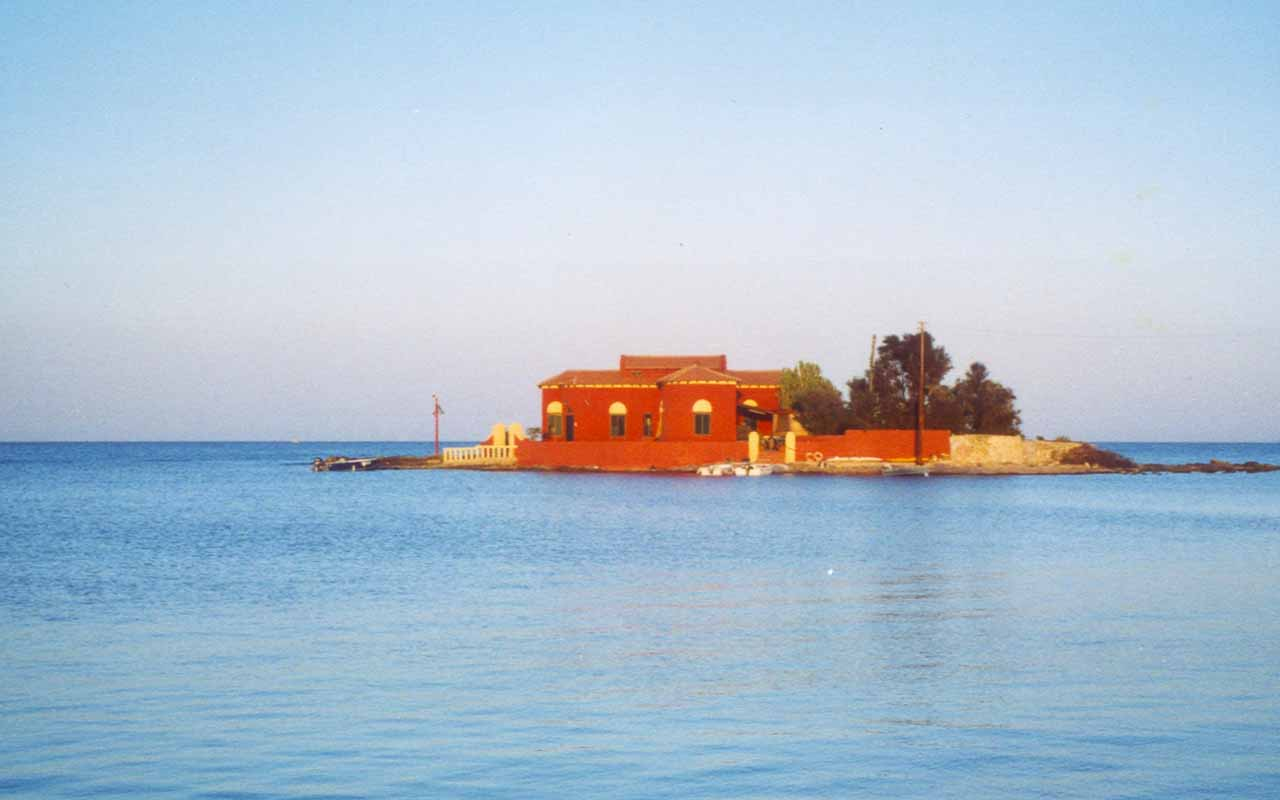
La

| Fleuve       | Longueur | Provinces    |
| ------------ | -------- | ------------ |
| Gornalunga   | 81 km    | EN - CT - SR |
| Anapo        | 52 km    | SR           |
| Cassibile    | 50 km    | SR           |
| Tellaro      | 45 km    | RG -SR       |
| Ciane        | 37 km    | SR           |
| Asinaro      | 22 km    | SR           |
| San Leonardo | 19 km    | SR           |
| Tellesimo    | 14 km    | RG - SR      |

| Île                    | Commune                   |
| ---------------------- | ------------------------- |
| Île de Palme           | Augusta                   |
| Île d'Ortygie          | Syracuse                  |
| Île de Capo Passero    | Portopalo di Capo Passero |
| Île des Courants       | Portopalo di Capo Passero |
| Île de Torre Avalos    | Augusta                   |
| Île de Vittoria Garcia | Augusta                   |
| Grande île             | Marzamemi                 |
| Petite île             | Marzamemi                 |

| Île                 | Commune   |
| ------------------- | --------- |
| Île Vendicari       | Noto      |
| Roc des Deux Frères | Siracusa  |
| Roc Castelluccio    | Syracuse  |
| Roc de Milocca      | Syracuse  |
| Roc Castelluccio    | Syracuse  |
| Roc a Pizzo         | Syracuse  |
| Roc des Chiens      | Syracuse  |
| Roc Maltais         | Portopalo |

### Côtes
La province est entourée par la mer Ionienne à l'est. Par la mer Méditerranée au sud. La côte a une apparence très dentelée, avec tout au sud, la pointe de Syracuse et le détroit de Sicile.
La côte a également différentes morphologies, alternant plages et falaises.

### Faune et flore

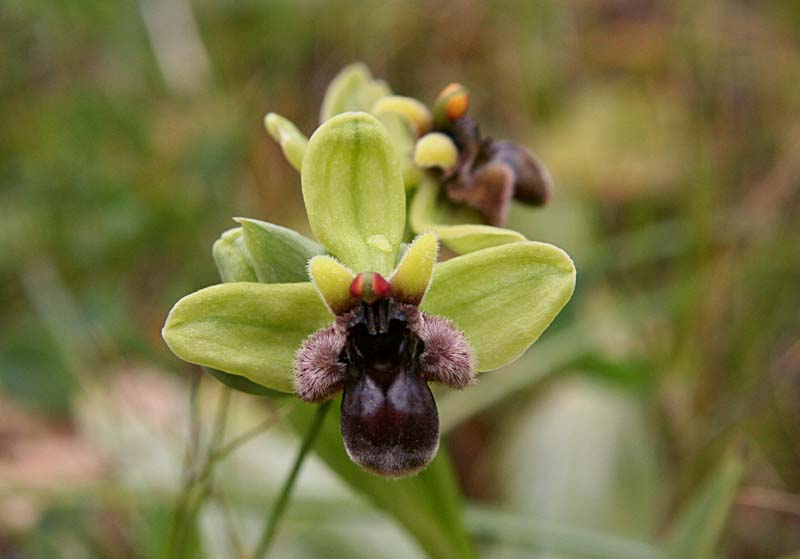
Une Ophrys

Comme toute la Sicile, la province de Syracuse a une faune et une flore importante, notamment une flore typique du climat méditerranéen. Avec la grande présence de cyperus papyrus, orchidaceae et de figuier de Barbarie.

### Climat
Le climat de la province est très semblable au climat des autres provinces de la région avec des hivers doux (environ 10 °C) et des étés chauds (35 °C de moyenne). Cependant la température peut varier en fonction de l'altitude.

### Espaces naturels
Voici les différentes zones et espaces naturels protégés de la province,:

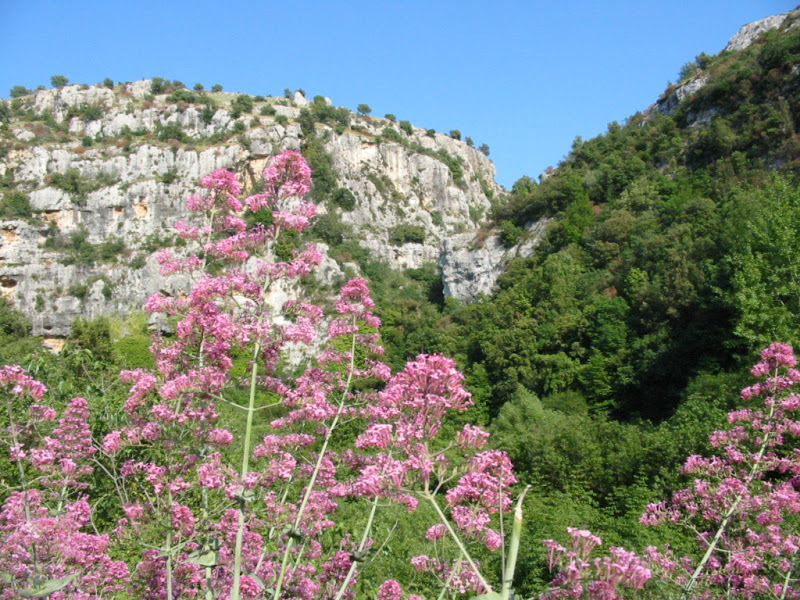
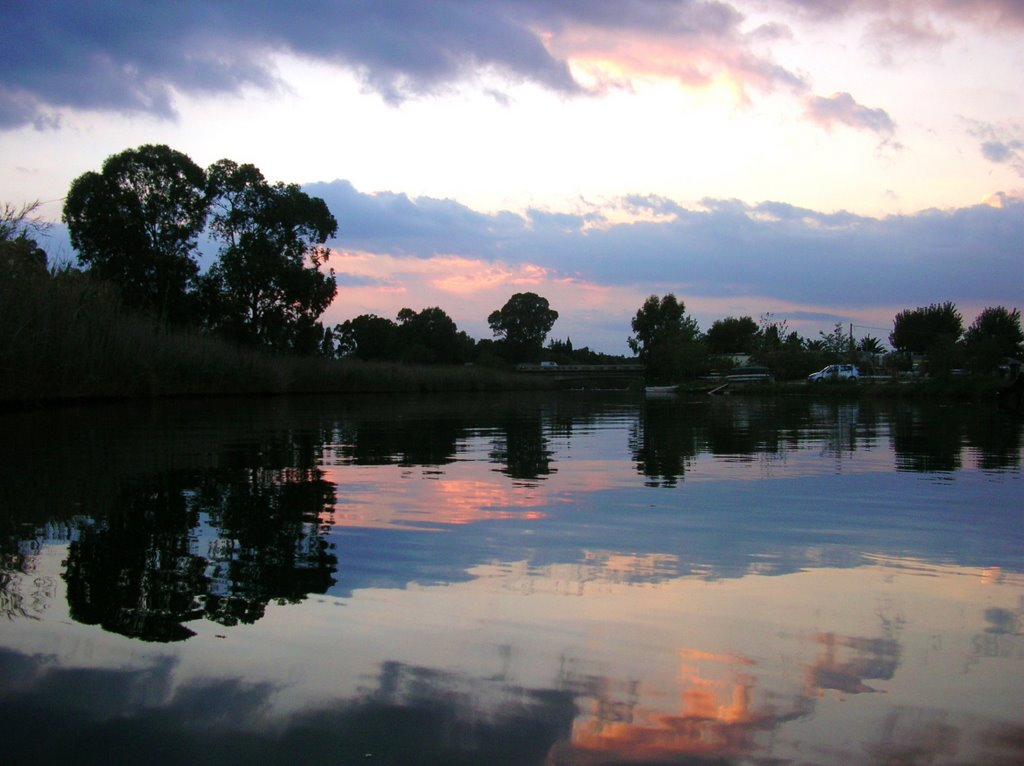
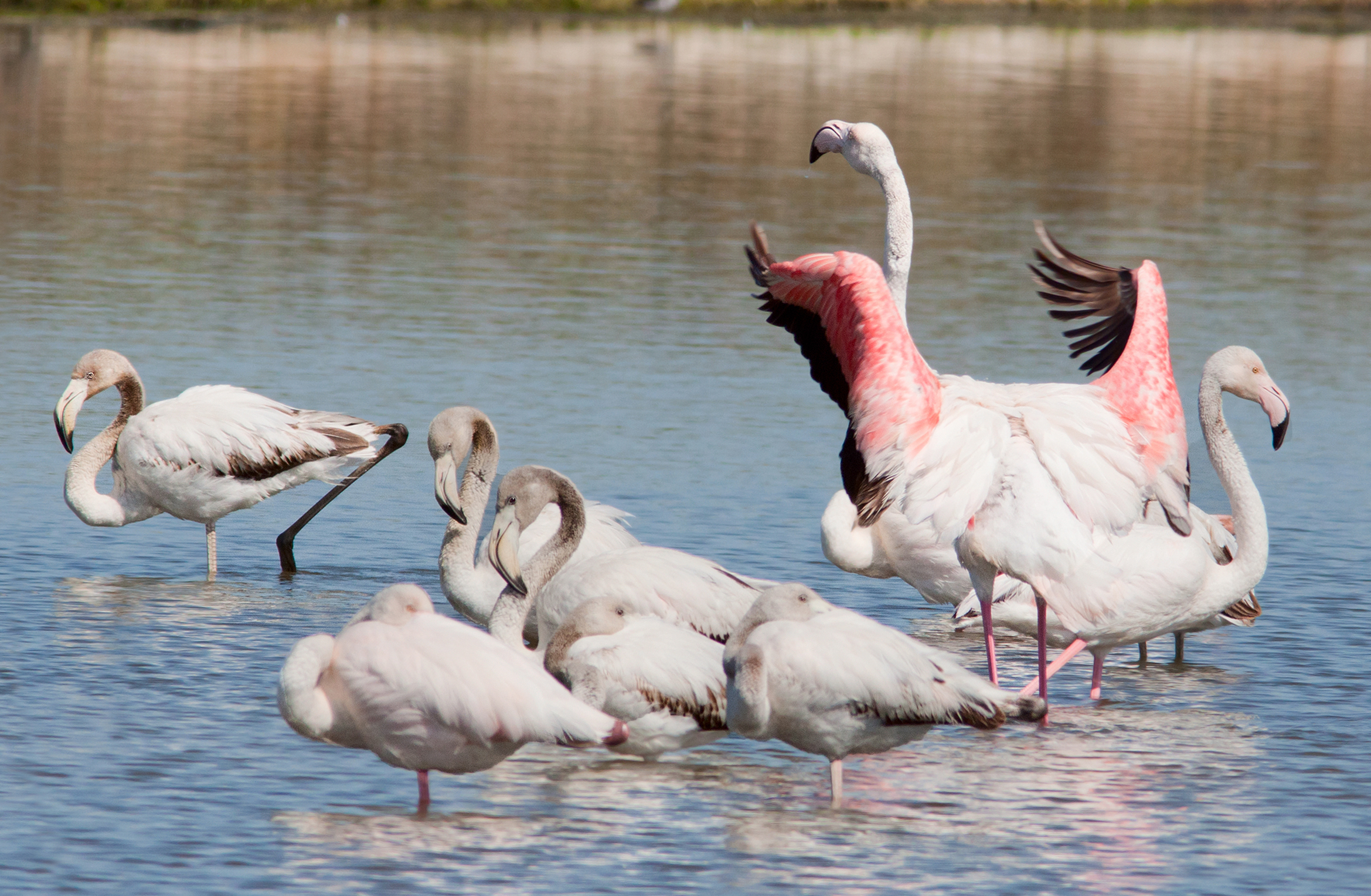

| Nom                                                                         | Zone géographique                | Commune                                             | Site officiel (it)     |
| --------------------------------------------------------------------------- | -------------------------------- | --------------------------------------------------- | ---------------------- |
| Réserve naturelle de Pantani de la Sicile du Sud-Ouest                      | Sicile du Sud                    | Noto, Pachino, Ispica                               | www.agraria.org        |
| Aire marine protégée de Plemmirio                                           | Sur la côte de Syracuse          | Syracuse                                            | www.plemmirio.it       |
| Réserve naturelle de Saline de Priolo                                       | peninsule Magnisi                | Priolo Gargallo                                     | www.salinepriolo.it    |
| Réserve naturelle spéléologique de Villasmundo-Sant'Alfio                   | Villasmundo                      | Melilli                                             |                        |
| Réserve naturelle de Grotta Monello                                         | Grotte Perciata                  | Syracuse                                            |                        |
| Réserve naturelle de la Grotte Palombara                                    | Monts Climiti                    | Melilli                                             |                        |
| Réserve naturelle de Pantalica, Valle dell'Anapo et de Torrente Cava Grande | De la vallée d'Anapo à Pantalica | Buscemi, Cassaro, Ferla, Palazzolo Acreide, Sortino | www.regione.sicilia.it |
| Réserve naturelle Cavagrande de Cassibile                                   | Zone du fleuve Cassibile.        | Avola, Noto, Syracuse                               | www.regione.sicilia.it |
| Réserve naturelle du fleuve de Ciane                                        | Zone du fleuve Ciane             | Syracuse                                            | www.agraria.org        |
| Réserve naturelle d'Oasi Faunistica di Vendicari                            | Zone de Vendicari                | Noto                                                | www.regione.sicilia.it |

## Histoire

### Les origines

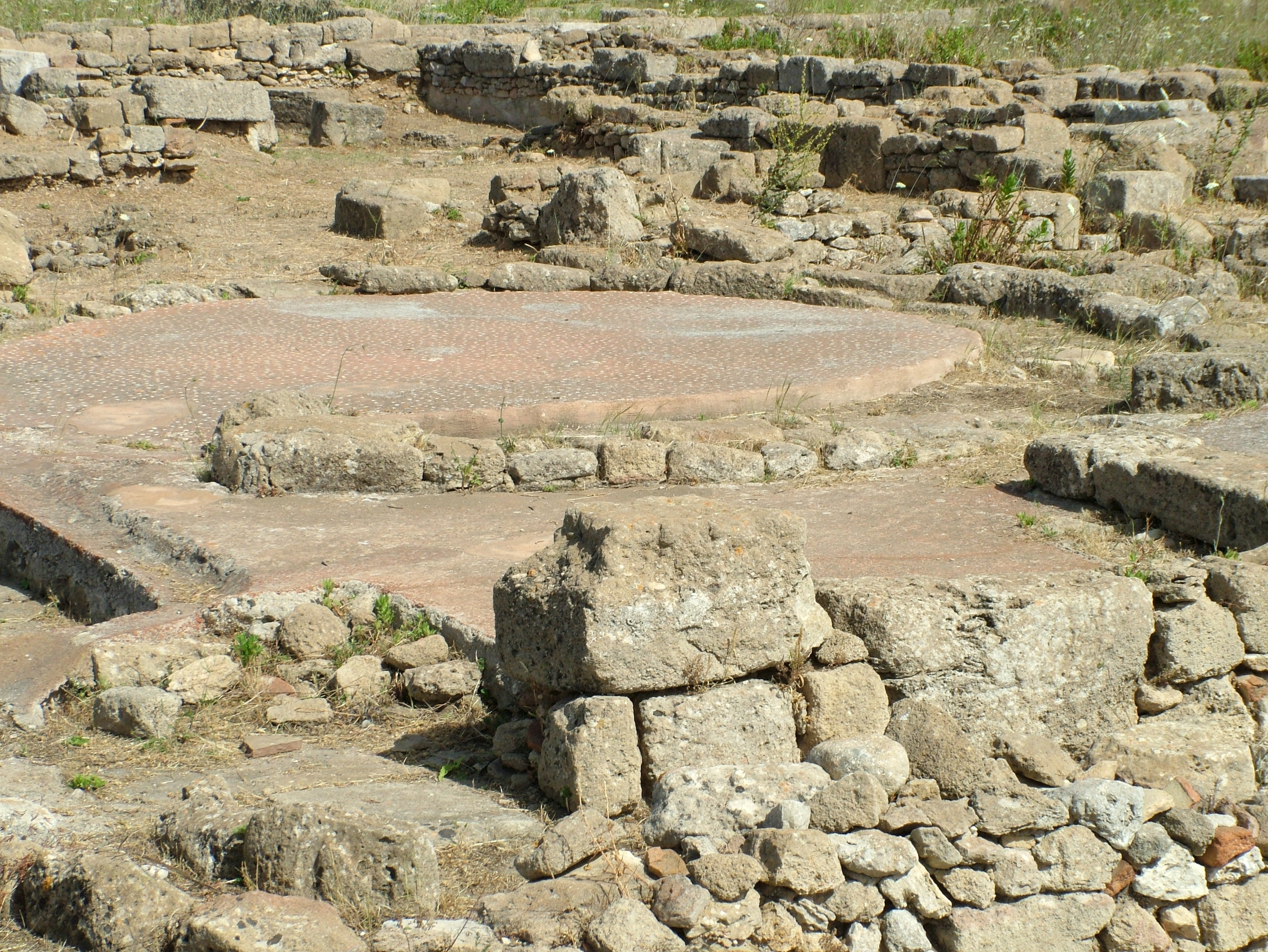
Site archéologique de Megara Hyblaea

Bien que la fondation de la ville de Syracuse remonte au XVIIIe siècle par un groupe de Corinthiens dirigé par Archia, la présence humaine dans la province remonte au IVe millénaire av. J.-C., la province était alors habitée par un peuple d'indigènes, probablement ancêtres des Sicules dont la présence a été retrouvée sur des sites archéologiques de la ville de Syracuse et de l'île d'Ortygie ainsi que dans les villages préhistoriques de Stentinello, d'Ognina et de Plemmirio (it). La nécropole de Pantalica qui compte plus de 5 000 tombes est un lieu très important pour la culture et dans l'histoire de la Sicile. En raison de sa taille, elle était appelée Capitale des Siciliens.

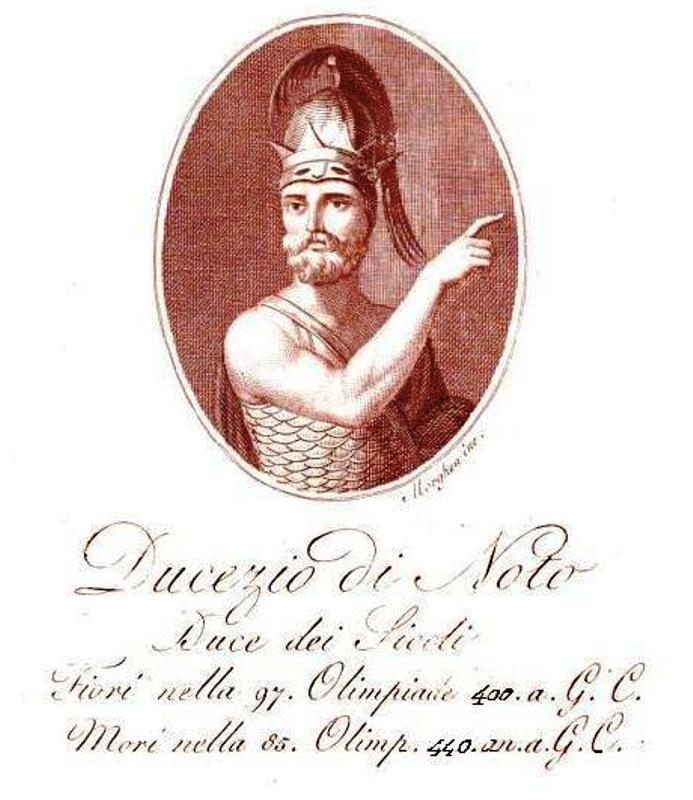
Représentation de Doukétios, roi des Sicules

La plupart des anciennes habitations étaient situées sur des plaines alluviales et dans les monts Hybléens, cette situation a favorisé les échanges commerciaux et militaires entre Corinthe et la province intérieur de Syracuse (Raguse, Palazzolo Acréide, Lentini).
À la période grecque, il y avait des luttes internes entre les populations autochtones, comme la lutte des sicules contre des envahisseurs grecs. Parmi ces combattants, Doukétios le roi des sicules se distingue.
Doukétios est une figure très importante pour les Siciliens car il est considéré comme le premier personnage de l'histoire de l'île à avoir fondé une ligue fédérale, appelé La Lega Sicula ou Syntèlia (it). Cette ligue a réuni dans un même camp trois peuples différents dans le but de combattre les Grecs. Son rôle de combattant a été si important qu'il est devenu populaire et vers 460 av. J.-C., il est proclamé roi des Sicules.
Syracuse qui était le principal lieu de la puissance grecque en Sicile a été la cible d'une attaque militaire de la part de Doukétios qui voulait reconquérir les villes de Syracuse (Syrakos) et d'Agrigente (Akragos) avant de reprendre la ville de Catane (Katana),.
À cette époque, la ville antique de Megara Hyblaea (actuellement Augusta), était très influente et possédait de nombreux temples, la cité a été détruite à l'époque hellénistique. La ville est cependant restée un important site archéologique.
Lors de l'expédition d'Athènes contre Syracuse (un événement de la guerre du Péloponnèse), un rôle important est joué la colonie grecque Leontinoi (aujourd'hui Lentini), la colonie qui est alliée à Athènes soutient l'arrivée des troupes grecques en Sicile.
À l'époque romaine, la province est caractérisée par une organisation territoriale fondée sur un réseau de villes (rete di città).
Durant l'Empire romain, Syracuse devient capitale de la province romaine de Sicile qui comprenait toute la Sicile et Malte.

### Du Moyen Âge à la création de la province

#### Époque médiévale

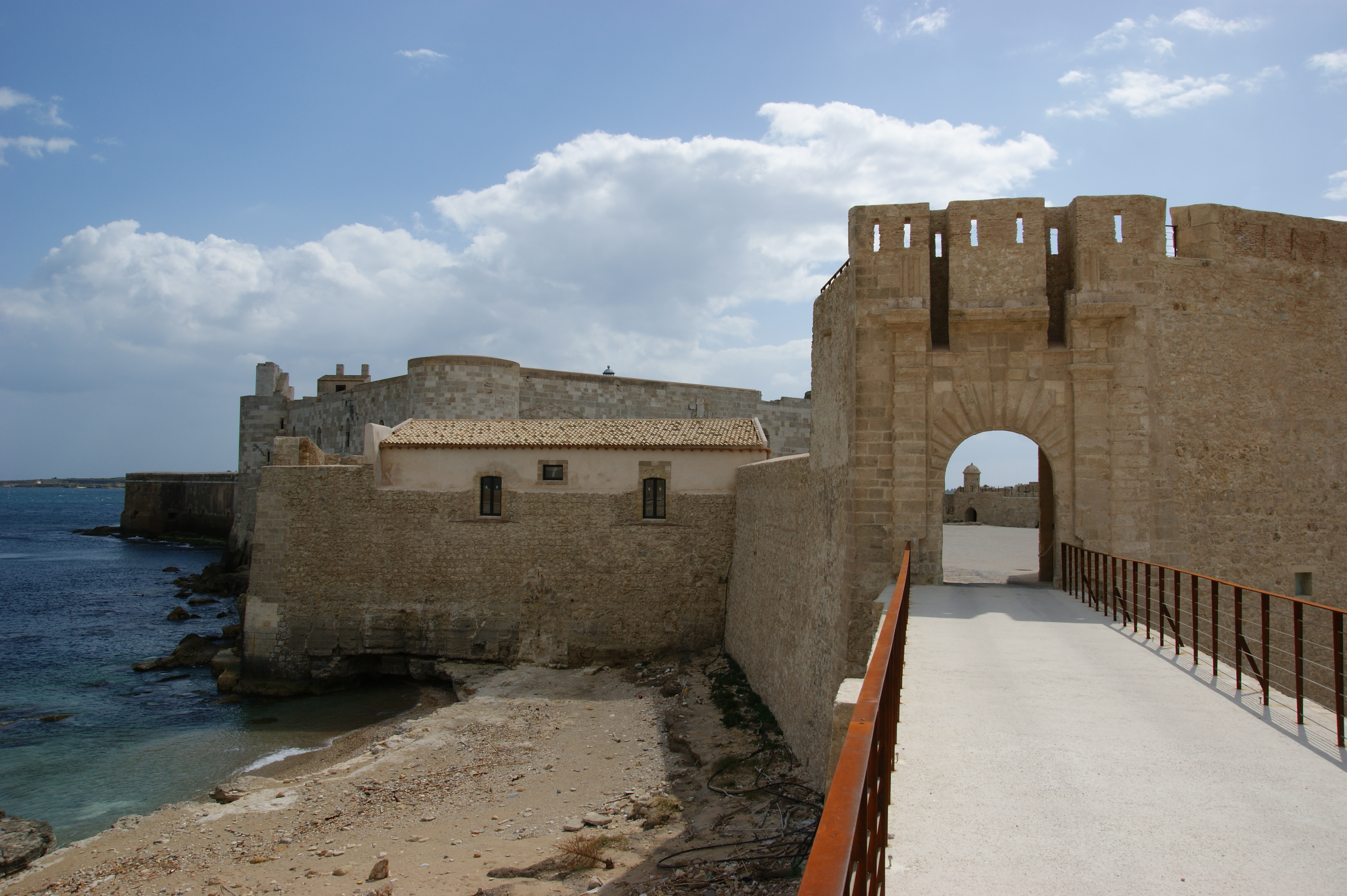
L'entrée du Château Maniace.

Au Moyen Âge, la situation commence à changer en raison de deux facteurs :
- d'une part, la destruction répétée de Syracuse qui après le siège de Marcello a connu de nombreuses attaques et invasions dont celle très importante des Normands[P 13] ;
- d'autre part, la nécessité apparente de devoir rationaliser l'utilisation des terres de la province, en raison des phénomènes ci-dessus qui ont conduit à une régression des échanges commerciaux de la province avec l'extérieur et à une augmentation du commerce à l'intérieur de celle-ci. Des unités administratives comparables au niveau de leur forme à la province vont être instituées, comme les administrations de vallées (4 vallées dont 3 vont durer jusqu'en 1810).

À l'époque normande, l'empereur Frédéric II de Sicile fait construire dans la commune d'Augusta le château Svevo. Il fait aussi construire un château important sur l'île d'Ortygie près de Syracuse : le château Maniace, édifié en la mémoire du général byzantin Georges Maniakès qui avait tenté de conquérir la ville pour l'empire byzantin.

#### Reconstruction de 1693

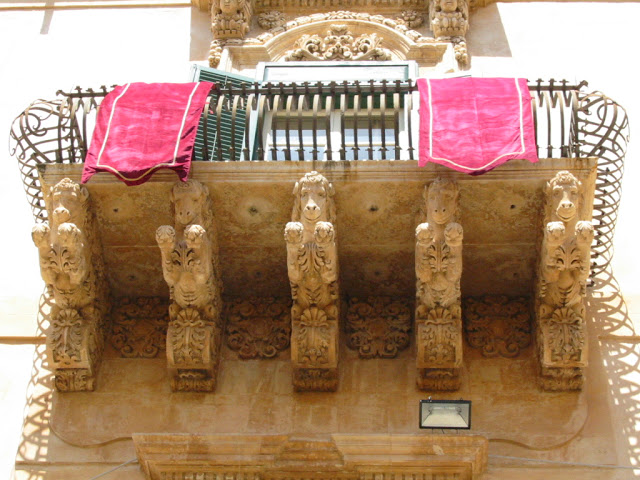
La cité baroque de Noto

Le séisme du 11 janvier 1693 a été d'une grande importance géopolitique pour la province, l'épicentre du tremblement de terre aurait été soit la ville de Carlentini pour certains ou le Golfe d'Augusta pour d'autres.
Après le séisme des opérations de reconstruction ont donc été engagées, c'est Giuseppe Lanza qui en fut le principal acteur, commandé par le roi de l'époque, il va organiser les opérations de reconstruction. L'évêque de Syracuse qui était chargé de faire respecter l'application des règles du concile de Trente sur le culte divin[pas clair]. De ce fait, la reconstruction a modifié le paysage architectural de la province, d'une part par la construction d'un grand nombre de monument baroque, ce qui va contribuer à l'accomplissement de la variante régionale du baroque sicilien et d'autre part par la construction d'un grand nombre d'édifices religieux dont la plupart sont toujours présents aujourd'hui dans la province. La commune de Noto témoin de cette reconstruction possède un quartier entièrement façonné par des monuments baroque.
Malgré ce changement urbain et ces reconstructions, il n'y a pas de changement administrative au sein du territoire. Il a fallu attendre 1810 et la tentative des Bourbons de moderniser la Sicile pour que les trois vallées (anciennement quatre), qui étaient divisées en 23 districts soient redivisées en sept vallées mineures par un décret datant du 11 octobre 1817.

#### Instauration de la province
Le 9 décembre 1820, avec la promulgation de la Constitution par Ferdinand Ier des Deux-Siciles, les sept vallées ont été renommées provinces, ainsi est née la province de Syracuse. Cependant, en 1837, en raison des émeutes qui ont lieu dans la ville de Syracuse contre les Bourbons, le gouvernement bourbon décide de changer la capitale et de déplacer l'administration de la province, un décret du 18 juillet 1837 rétrograde Syracuse comme simple ville de la province, la capitale devient alors Noto et cette mesure punitive va durer jusqu'à l'unification de l'Italie.
Ce changement de capitale a créé durant le royaume des Deux-Siciles la province de Noto, qui a remplacé la province de Syracuse entre 1837 et 1865. Ce fait fut d'une importance forte pour l'administration locale, en 1844 la pape Grégoire XVI décida de créer la diocèse de Noto.

### De l'unification de l'Italie à nos jours

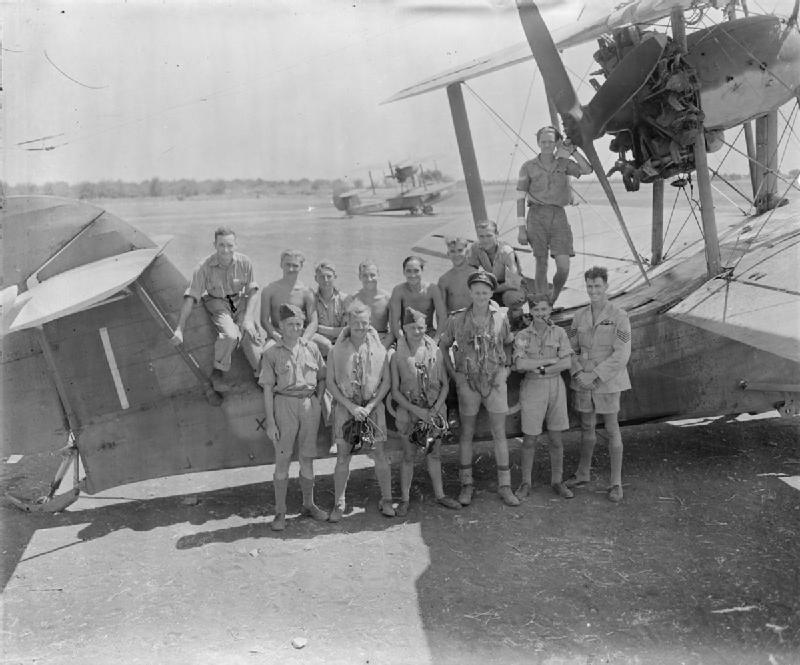
Des soldats anglais qui arrivent dans la province de Syracuse (à Cassibile)

En 1865 à la suite de l'unification de l'Italie, Syracuse redevient la capitale de la province. Cependant, à cause des inquiétudes liées à la modification de la capitale politique et administrative de la province, la configuration de la province est restée la même jusqu'au début du XXe siècle où l'administration de la province a définitivement été déplacée à Syracuse.
Durant la Première Guerre mondiale, la province subit le même sort que l'Italie et de nombreux Syracusains doivent quitter la province pour aller combattre. Beaucoup d'entre eux sont morts au combat, cela a entraîné de graves répercussions sur la société et l'économie locale. Car la province s'est trouvée en manque de population active pour permettre son développement économique.
Après le conflit s'instaure le fascisme, mais celui-ci ne va pas réussir à relancer le développement de la province. Il va donc y avoir de grandes vagues d'émigrations des populations, vers l'Europe du Nord, les États-Unis et l'Australie.
Le 2 janvier 1927, à la suite du travail du sénateur Filippo Pennavaria ; douze communes sont détachées de la province et la province de Raguse est formée.
Au cours de la Seconde Guerre mondiale, la province a été le théâtre d'affrontements entre les alliés et les troupes fascistes. Dans le cadre de l'Opération Husky, la nuit entre le 9 et le 10 juillet 1943, les Alliés dirigés par le général Bernard Law Montgomery débarquent sur la côte. Puis l'Opération Ladbroke a pour but de reconquérir la ville de Syracuse et d'arriver, à terme, à la libération totale de la Sicile. Le 3 septembre 1943, un armistice est secrètement signé, il est annoncé le 8 septembre, c'est la fin des combats en Sicile.
Après la guerre, la province commence la reconstruction des bâtiments détruits par les bombardements et elle envisage un investissement dans la construction d'un futur pôle pétrochimique. Le pôle devait avoir un grand impact sur l'économie locale, mais il a en fait eu des effets négatifs sur la nature et l'environnement.
Le 13 décembre 2013, la province est touchée par un violent séisme : le tremblement de terre de Santa Lucia (it).
Dans les années 2000, la province obtient deux reconnaissances importantes par l'UNESCO :
- L'ajout au patrimoine mondial en 2002 de la cité baroque tardif de Noto : Val di Noto.
- Et en 2004 celui de la ville de Syracuse et de son centre historique.

### Héraldique de la province
Description des armoiries de la province :
- en français : « De vert coupé transversal par un filet d'argent accosté à droite de la monnaie d'argent Demarateion représentant la légende Συρακοσιον ; à gauche, le verso de la même monnaie, au-dessus la victoire volant couronnant les chevaux, sous un lion courant » ;
- en italien : « Di verde tagliato in trasversale da un filetto d'argento, accostato a destra dal diritto della moneta d'argento Demarateion raffigurante la leggenda Συρακοσιον; a sinistra il verso della stessa moneta, sopra la vittoria volante nell'atto di incoronare i cavalli, sotto un leone corrente ».

Ce blason est choisi comme blason de la province par une charte royale du 11 avril 1938. Le 21 septembre 1938, il est approuvé comme blason officiel de la province par un décret.

## Monuments et lieux d'intérêts
Dans toutes les villes de la province ont compte de nombreux monuments :
- Augusta[Voir les monuments 1]
- Avola[Voir les monuments 2]
- Buccheri[Voir les monuments 3]
- Buscemi[Voir les monuments 4]
- Canicattini Bagni[Voir les monuments 5]
- Carlentini[Voir les monuments 6]
- Cassaro[Voir les monuments 7]
- Ferla[Voir les monuments 8]
- Floridia[Voir les monuments 9]
- Francofonte[Voir les monuments 10]
- Lentini[Voir les monuments 11]
- Melilli[Voir les monuments 12]
- Noto[Voir les monuments 13]
- Pachino[Voir les monuments 14]
- Palazzolo Acréide[Voir les monuments 15]
- Portopalo di Capo Passero[Voir les monuments 16]
- Priolo Gargallo[Voir les monuments 17]
- Rosolini[Voir les monuments 18]
- Syracuse[Voir les monuments 19]
- Solarino[Voir les monuments 20]
- Sortino[Voir les monuments 21]

### Les églises

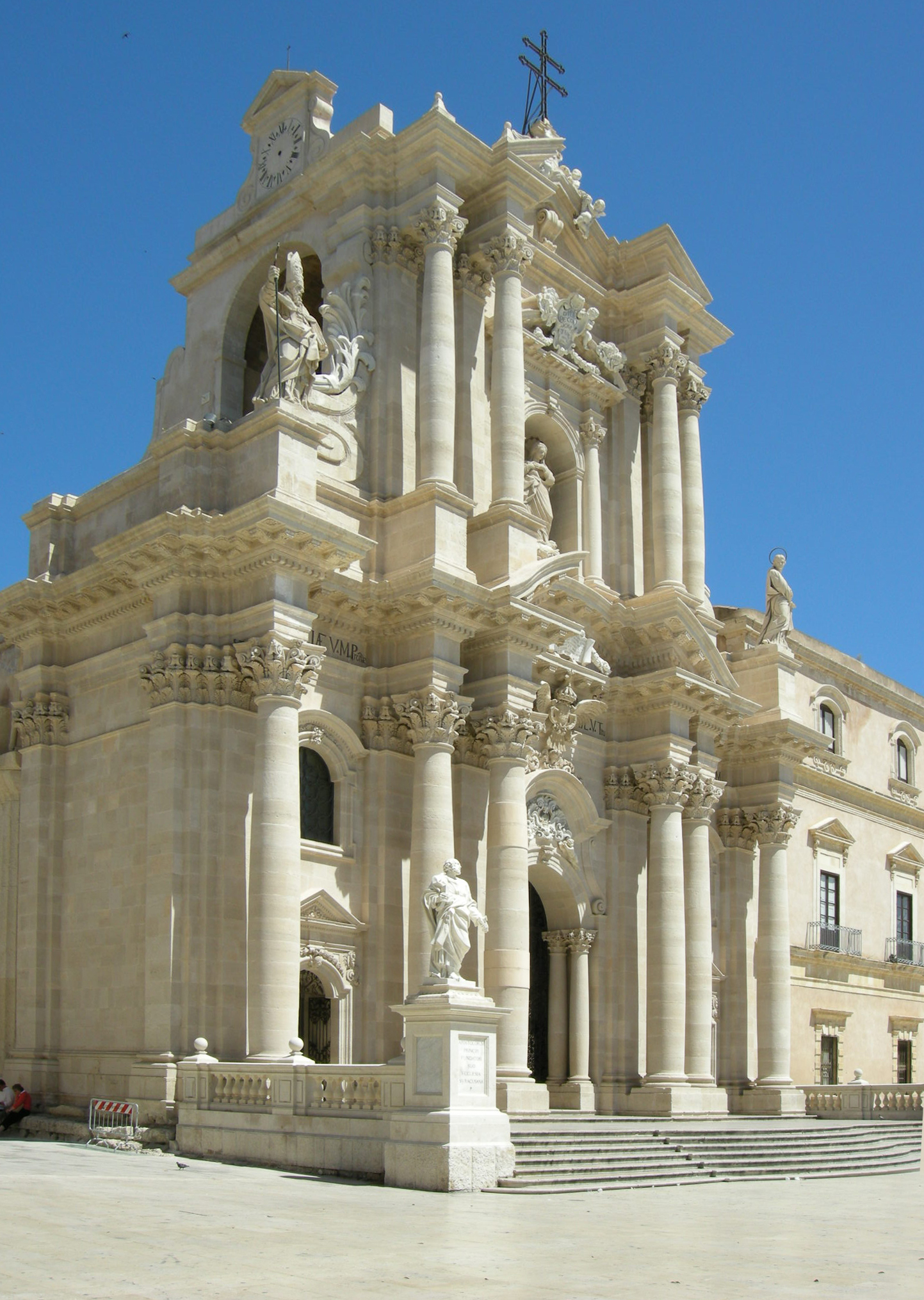
Cathédrale de Syracuse

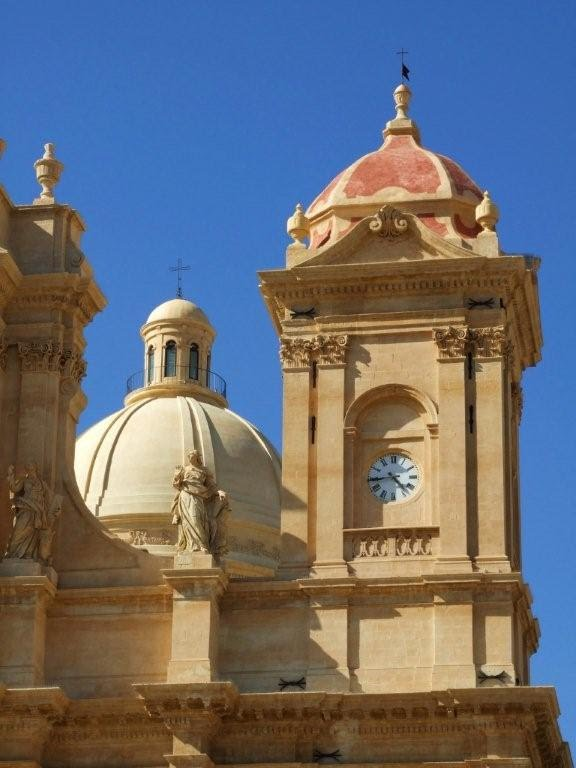
Cathédrale de Noto

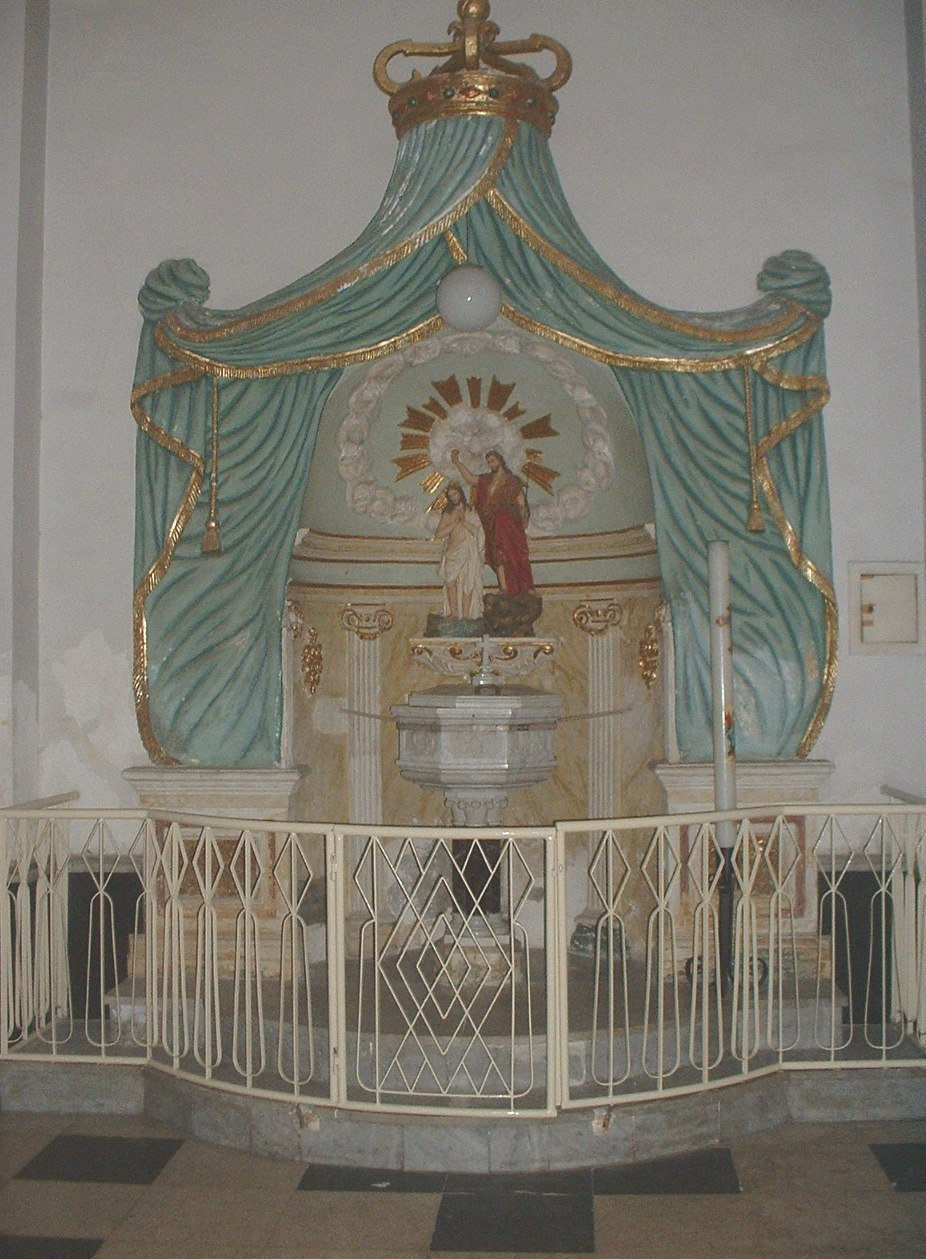
Intérieur de l'égaies de Solarino

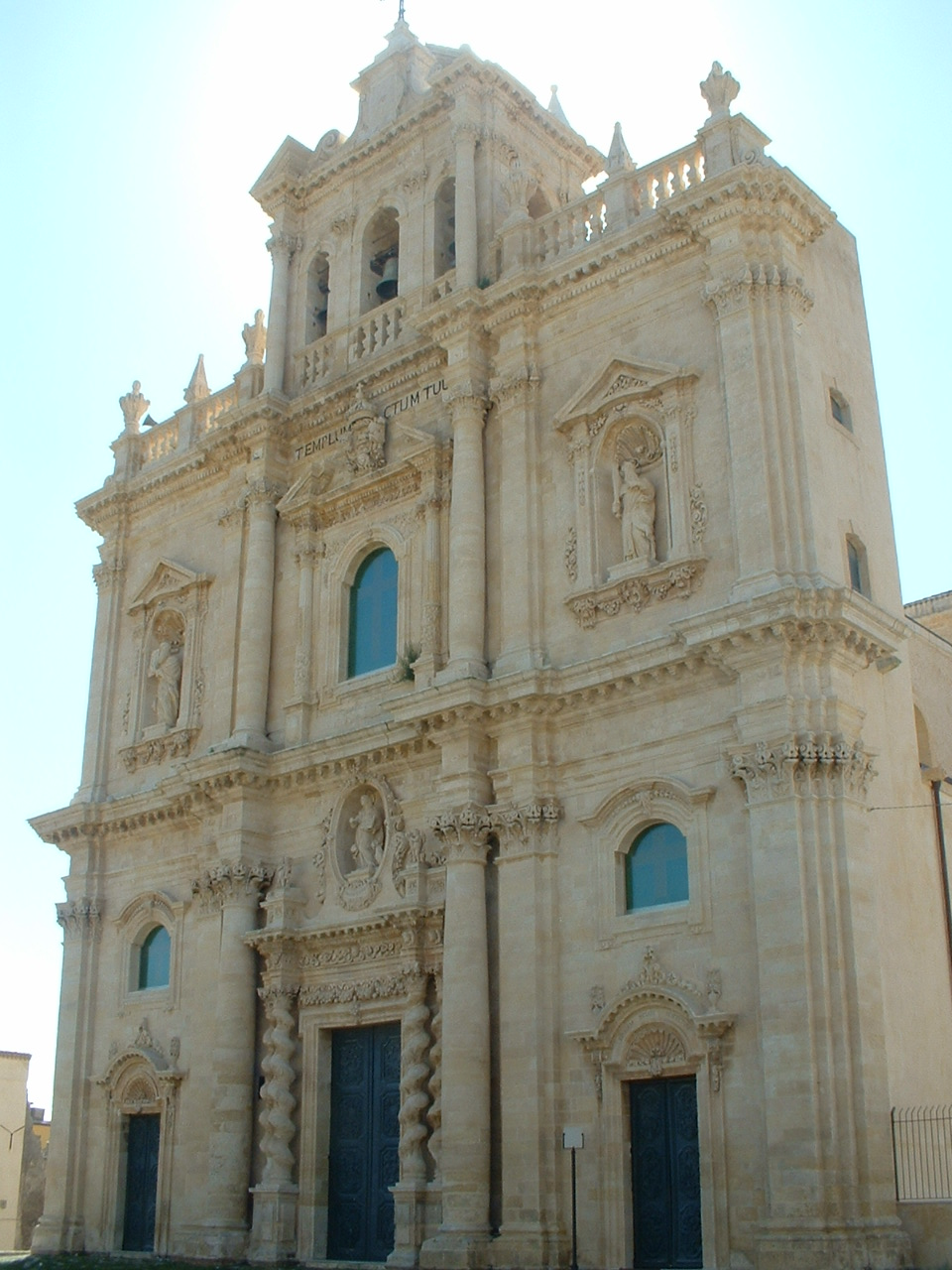
Extérieur de l'église de Sortino

Parmi les plus grandes églises de la province peuvent être comptées :
- La cathédrale de Syracuse : l'ancien temple d'Athéna pendant la période grecque antique qui est devenu une église catholique durant le VIIe siècle, puis la cathédrale de la ville durant la période baroque avec la réalisation de l'architecte Andrea Palma.
- Le sanctuaire de la Madone : situé à Syracuse, il symbolise Notre-Dame des Larmes. Il a été construit par deux architectes français Michel Andrault et Pierre Parat, le monument est considéré comme une des plus belles expressions religieuses contemporaines.
- L'église San Giovanni des catacombes (it) : situé à Syracuse, le monument (du IXe siècle) est avec la crypte San Marciano un vestige de l'ancienne ville.
- L'église Santa Lucia al Sepolcro (it) : situé à Syracuse sa structure est d'un style architecturale gothique, de la Renaissance et baroque, en raison de ses longues phases de constructions et de rénovations.
- L'église San Tommaso (it) ou le Panthéon de Syracuse : construit par l'architecte Gaetano Rapisardi (it). Le monument dont la construction a débuté en 1919 est d'un style moderne, il est considéré comme le principal Monument aux morts de la Première Guerre mondiale de la ville de Syracuse. Les restes de nombreux soldats de la province y sont enterrés.
- La cathédrale de Noto : un édifice très représentatif de l'architecture baroque sicilienne, c'est l'édifice religieux le plus important pour la ville de Noto. La cathédrale a été restaurée par les architectes Vincenzo Sinatra et Rosario Gagliardi.
- L'Église de la Sainte-Croix (Noto) (it) : située à Noto, c'est le deuxième plus grand édifice religieux de la ville, il a été construit par Rosario Gagliardi au début du XVIIe siècle.
- L'église de San Carlo al Corso (it) : située à Noto, elle a été construite en hommage à Carlo Borromeo.
- L'église de San Domenico (it) : située à Noto, c'est un le monument de la période baroque le mieux conservé dans la ville.
- L'église de Santa Chiara (it) : située à Noto, l'édifice représentant, surtout à l'intérieur le style baroque date de 1700.
- Les églises de San Sebastiano de Saint-Paul : ce sont les deux églises importantes de Palazzolo Acréide.
- L'église de San Domenico (it) : située à Augusta, l'édifice est d'un style néoclassique.
- L'église de Santa Maria Assunta (it) : située à Augusta c'est le principal édifice religieux de la ville.
- L'église Saint-Paul (it) : c'est l'église mère (it) de la ville de Solarino.
- L'église Notre-Dame du Mont Carmel : située à Floridia, construite au XVIIIe siècle dans un style baroque.
- L'église de l'apôtre Saint-Jean : située à Sortino, reconstruite en 1734 après le tremblement de terre de 1693.
- L'église de San Sebastiano Martire : située à Melilli, reconstruite après le tremblement de terre de 1693.
- L'église de San Sebastiano : la plus grande église de Ferla, construite initialement en 1481 mais également reconstruite après le tremblement de terre de 1693.
- L'église de Sainte Marie-Madeleine : un édifice baroque de la ville de Buccheri.

### Palais et villas

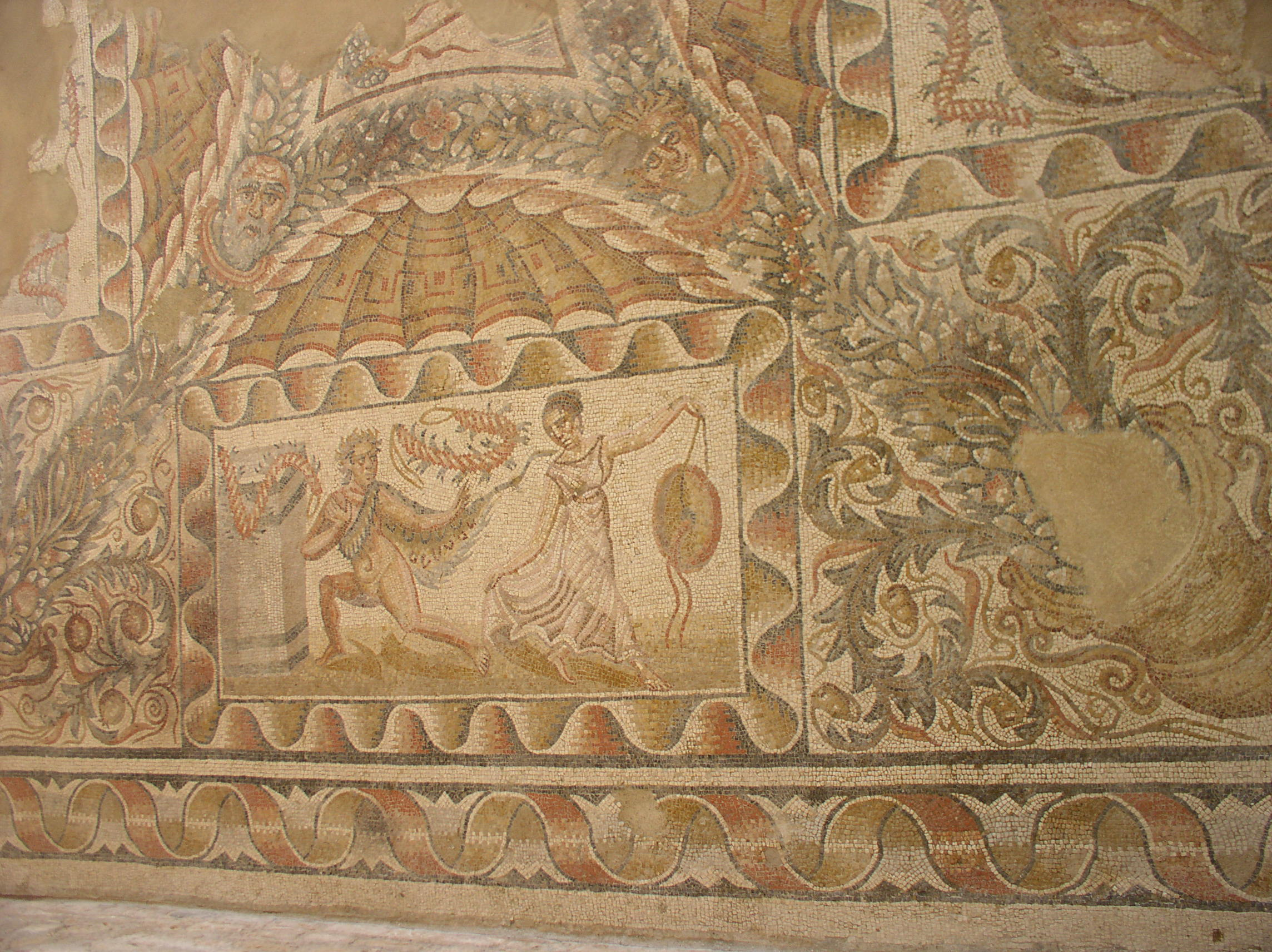
Mosaïque de l'époque romaine (Villa del Tellaro)

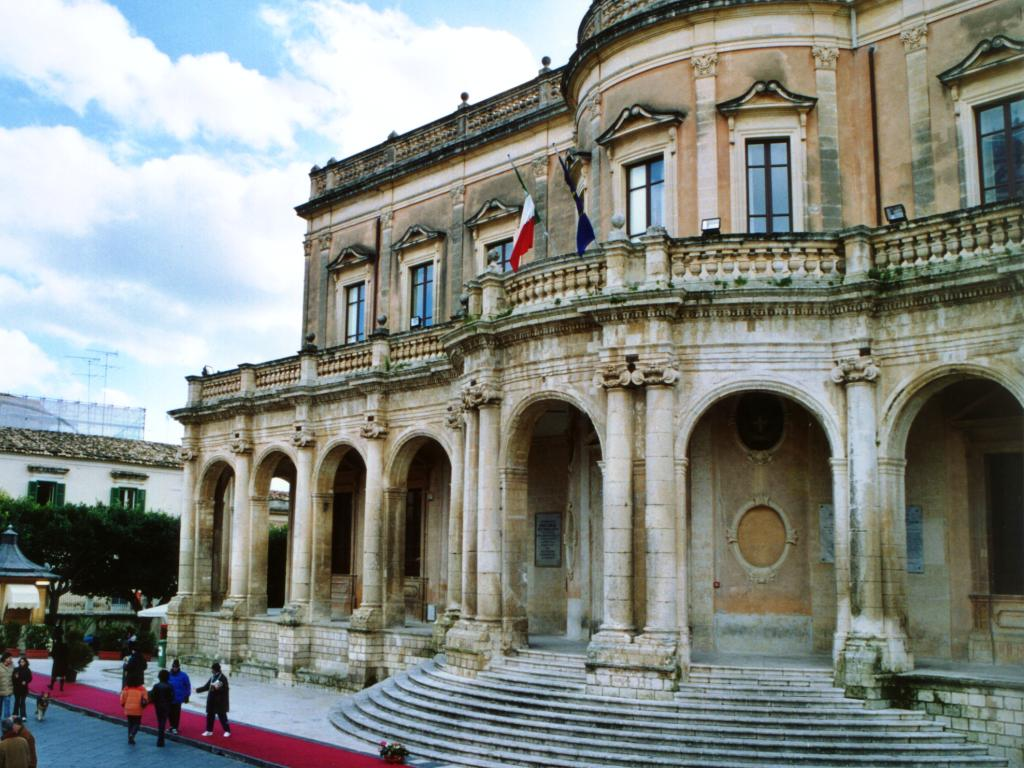
Palais Ducezio à Noto

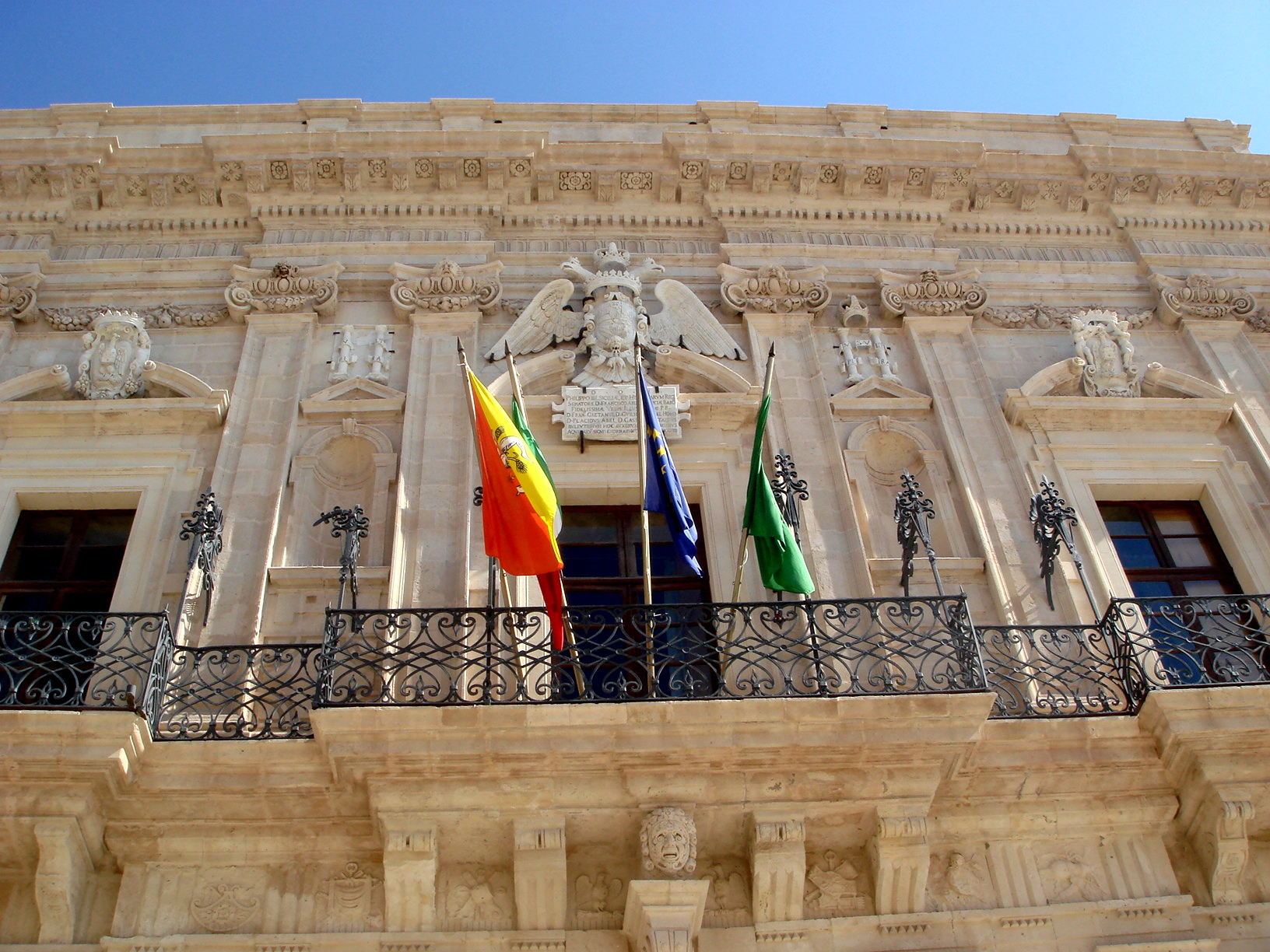
Palais Vemexio à Syracuse

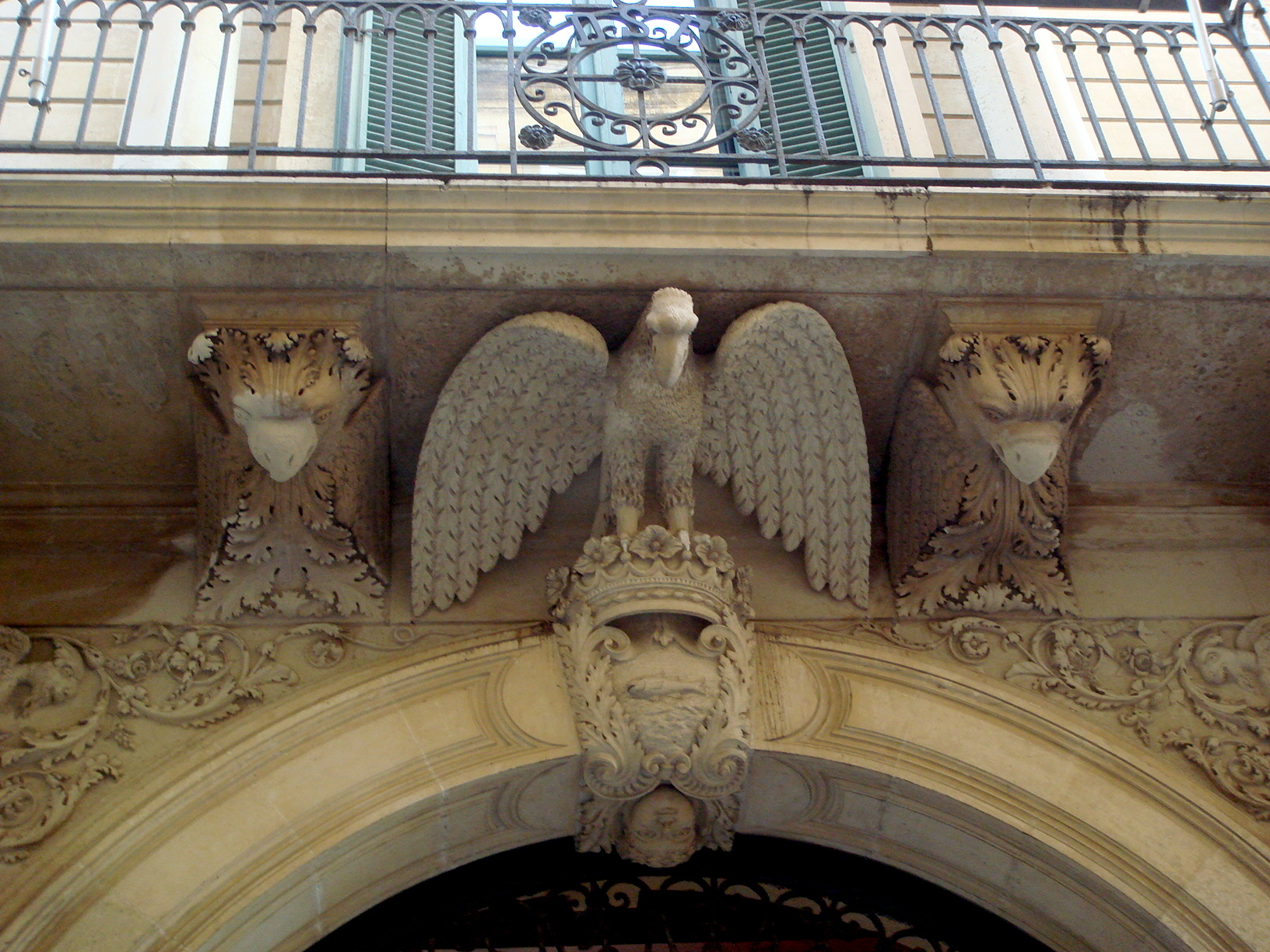
Palais baroque d'Impellizzeri

La province est connue pour son grand nombre de palais, la plupart dans le style de baroque sicilien, mais aussi rococo et néoclassique. Les villes de Syracuse, Noto et Palazzolo Acréide sont classées au patrimoine de l'UNESCO en raison de leurs particularités architecturales et de la quantité de monuments historiques qu'elles possèdent. Ceux-ci comprennent :
- Le palais Doukétios (Palazzo Ducezio) de Noto : le bâtiment accueille aujourd'hui l'administration de la ville de Noto, il a été nommé ainsi en honneur à Doukétios, un ancien roi de Sicile. Il a été construit par Vincenzo Sinatra, sa construction a commencé en 1746 et s'est achevée en 1830.
- Le palais Astuto (Palazzo Astuto) de Noto : un bâtiment baroque, sa façade se caractérise par un grand portail en forme d'arc sur lequel on trouve des petites sculptures.
- Le palais Nicolaci de Villadorata (Palazzo Nicolaci di Villadorata) de Noto : une résidence qui appartenait à la famille noble Nicolaci. Le bâtiment est d'un style baroque, il comporte 90 chambres. La construction du bâtiment a débuté vers 1720 est s'est achevée en 1765. La construction du bâtiment est attribuée à Rosario Gagliardi en collaboration avec Vincenzo Sinatra (son élève de l'époque). Le bâtiment se caractérise par son grand nombre de balcons.
- Le palais Vescovile (Palazzo Vescovile) de Noto : situé à droite de la cathédrale, le palais a été construit au XVIIIe siècle, il est d'un style architectural néoclassique.
- Le palais Ferla-Pricone (Palazzo Ferla-Pricone) de Palazzolo Acréide : il est considéré comme le plus vieux palais de la ville de Palazzolo Acréide. La façade est d'un aspect simple et possède un portail en arc immense. Le bâtiment porte les armoiries de la Famille Ferla.
- Le palais Calendoli (Palazzo Calendoli) de Palazzolo Acréide : du XVIIIe siècle, de style baroque.
- Le palais Iudica (Palazzo Iudica) de Palazzolo Acréide : de la fin du XVIIIe siècle d'un style rococo (baroque tardif).
- Le palais Pricone (Palazzo Pricone) de Palazzolo Acréide : de style baroque, on y trouve sur la façade les armories d'une famille aristocratique de l'époque.
- Le palais de Vermexio (Palazzo del Vermexio) de Syracuse : le bâtiment abrite aujourd'hui la mairie de la ville, il se trouve sur la place de la cathédrale. Il a été construit au XVIIe siècle par un architecte syracusain d'origine espagnole Giovanni Vermexio.
- Le palais d'Espagne (Palazzo Spagna) de Syracuse : il a été construit en 1760, il est de style baroque.
- Le palais Bénévent du Bosco (Palazzo Beneventano del Bosco) de Syracuse : il est situé en face de la cathédrale, le bâtiment date du XVe siècle. Il a été restauré dans un style rococo à la fin du XVIIIe siècle.
- Le palais Borgia de Casale (Palazzo Borgia del Casale) de Syracuse : construit en 1760, c'est l'un des plus beaux édifices rococos de la ville.
- La palais Montalto (Palazzo Montalto) de Syracuse : le bâtiment est d'un style gothique et date de la fin du XIVe siècle.

Les villas remarquables classées monuments historiques sont :
- La Villa de Tellaro (Villa del Tellaro) à proximité de Noto : datant de la fin de l'Empire romain. On y trouve un grand nombre de mosaïques de la période classique.
- La Villa Landolina (Villa Landolina) à Syracuse.
- La Villa Politi (Villa Politi) à Syracuse.

### Théâtres

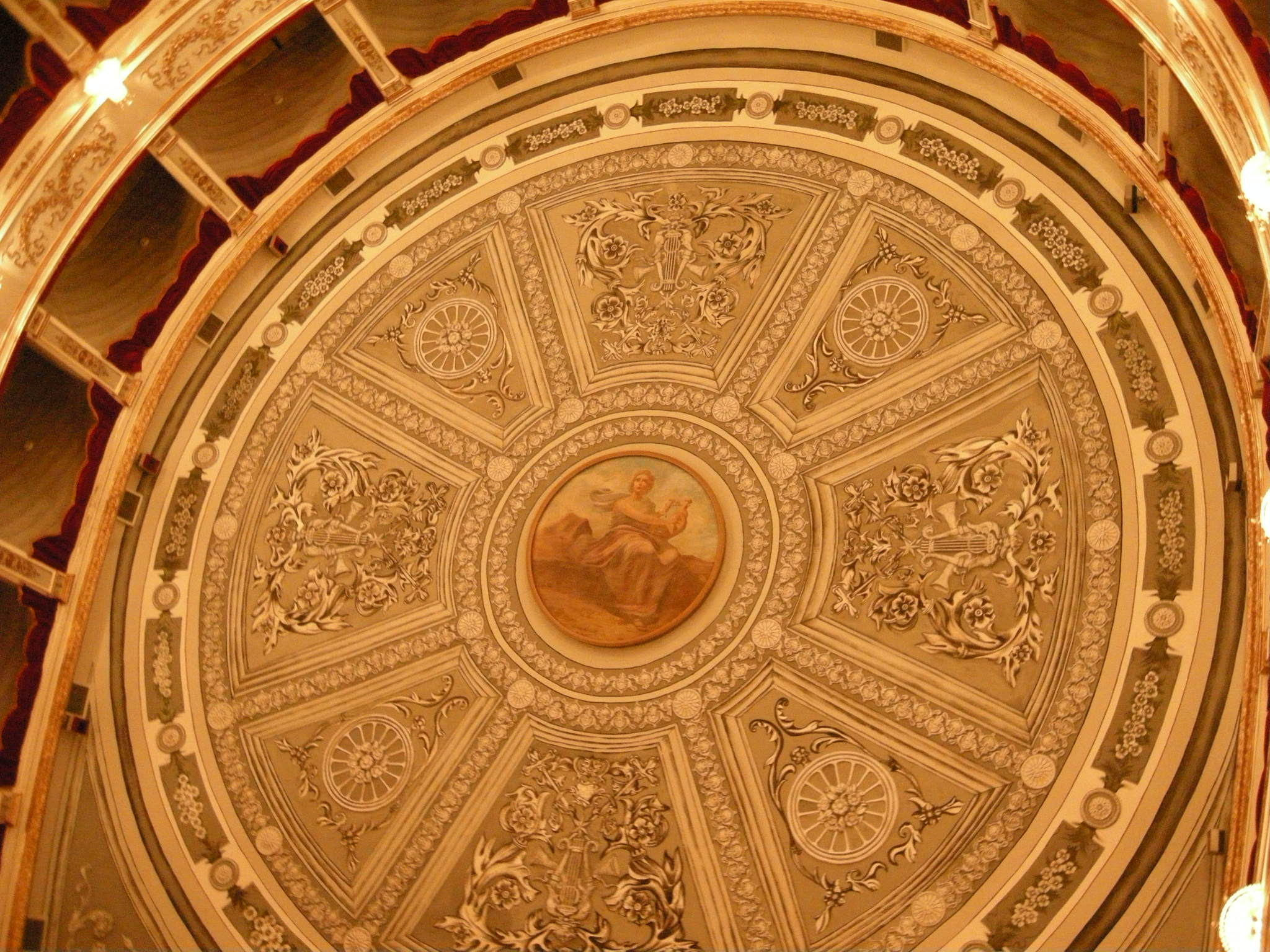
Décorations du théâtre de Noto Vittorio Emanuele

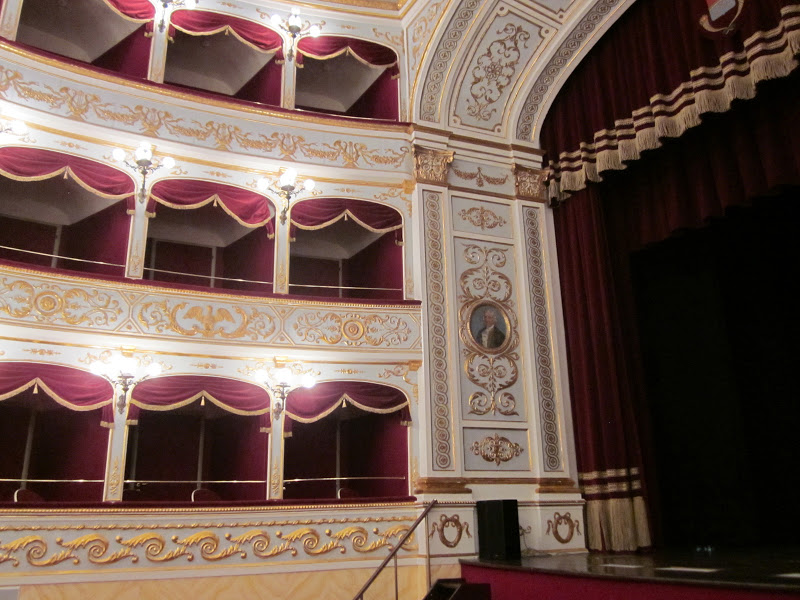
Intérieur du théâtre Giuseppe Garibaldi

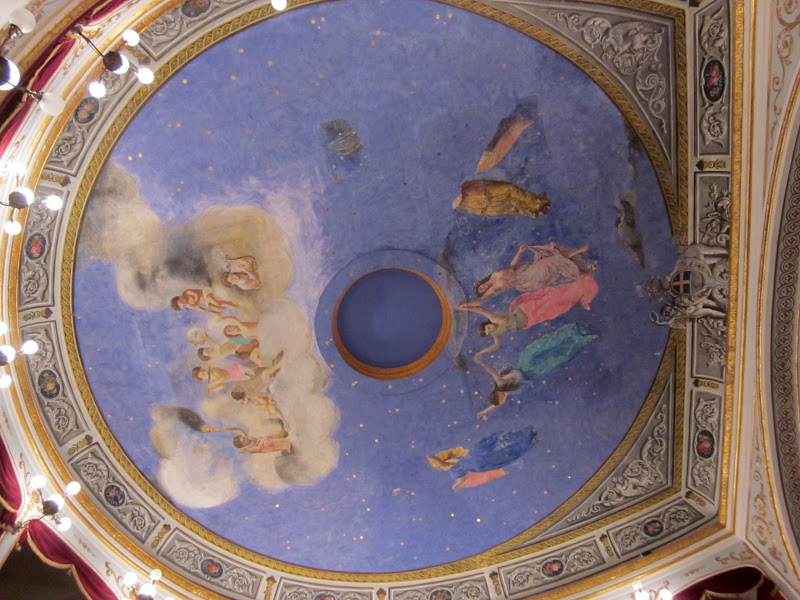
Plafond du théâtre Giuseppe Garibaldi

Les principaux théâtres de la province de Syracuse :
- Le théâtre grec de Syracuse : datant de l'époque grecque, c'est l'un des plus grands théâtres classiques en pierre de l'Antiquité.
- L'amphithéâtre romain de Syracuse : datant de l'époque romaine, il compte parmi les plus grands amphithéâtres romains d'Italie. Sa structure est en partie détruite, à cause des guerres qui ont ravagé la région tout au long de son histoire et à cause des tremblements de terre récurrents dans la province. L'amphithéâtre reste un des monuments les plus précieux de la ville de Syracuse.
- Le théâtre grec des Akrai : il se trouve dans le site archéologique de Palazzolo Acréide, le théâtre qui date de l'époque grecque accueille encore aujourd'hui des représentations.
- Le théâtre communal de Syracuse[R 12] : inauguré en 1897, le théâtre pouvait contenir jusqu'à 700 personnes, il est resté actif jusqu'en 1956 quand il a été fermé pour des conflits internes. Après 50 ans d'inactivité, il est actuellement en restauration.
- Le théâtre Vasquez[R 13] : le théâtre qui est aussi un cinéma a toujours eu du succès auprès des habitants de la province. En 1986, une étude l'a classé 58e au classement des meilleurs théâtres d'Italie[R 14]. Aujourd'hui le théâtre a une capacité de 600 places et est devenu un complexe avec cinq salles.
- Le théâtre Vittorio Emanuele[R 15]: situé à Noto, le théâtre a été inauguré en 1870 en l'honneur du roi Vittorio Emanuele II. Le théâtre possède une façade néoclassique et une capacité de 400 places.
- Le théâtre Giuseppe Garibaldi[R 16]: situé à Avola, le théâtre a été terminé à la fin du XIXe siècle, son nom rend hommage à Giuseppe Garibaldi, il a une capacité de 348 places.
- Le cinéma-théâtre Olden : il est situé à Lentini, il a la double fonction de théâtre et de cinéma.
- Le cinéma-théâtre Italie : il est situé à Sortino, il a la double fonction de théâtre et de cinéma.
- Le théâtre Stabile d'Augusta : c'est le théâtre communal de la ville d'Augusta.
- Le théâtre di Verdura : il est formé dans une structure de calcaire.
- Le piccolo Teatro dei Pupi di Siracusa : un petit théâtre de marionnettes situé à Syracuse.

### Temples
Les temples présents dans la province sont :
- Le temple d'Apollon : situé sur l'île d'Ortygie, c'est le plus ancien de tous les temples doriques périptères de Sicile.
- Le temple de Zeus : situé à l'ouest de l'île d'Ortygie, ce sont des vestiges, il n'en reste aujourd'hui que deux colonnes.
- Le temple d'Athéna : situé sur l'île d'Ortygie, c'est un temple récent, il est daté du Ve siècle av. J.-C.
- Le temple d'Aphrodite[R 17]: construit par le peuple akréens, il est dédié à la déesse de l'amour.

### Châteaux
Il existe de nombreux châteaux et forteresses dans la province de Syracuse, mais seuls quelques-uns sont bien conservés comme le château Maniace de Syracuse ou encore le château Svevo d'Italie. Cependant, dans beaucoup de cas il ne reste que des ruines du château comme à Buccheri et à Buscemi, les châteaux auraient pu être détruits par des batailles, ou plus certainement des tremblements de terre.
Liste des châteaux
- Château Svevo (XIIIe siècle) (Augusta)
- Fort Garcia (XVIe siècle) (Augusta)
- Fort Vittoria (XVIe siècle) (Augusta)
- Tour Avalos (XVIe siècle) (Augusta)
- Château de Brucoli (XVe siècle) (Brucoli (it), Augusta)
- Château d'Avola (XIIIe siècle)
- Château de Buccheri (XIIIe siècle)
- Château Requisenz (XIVe siècle) (Buscemi)
- Château de Lega (XIIIe siècle) (Ferla)
- Château de Gàdera (XIIIe siècle) (Francofonte)

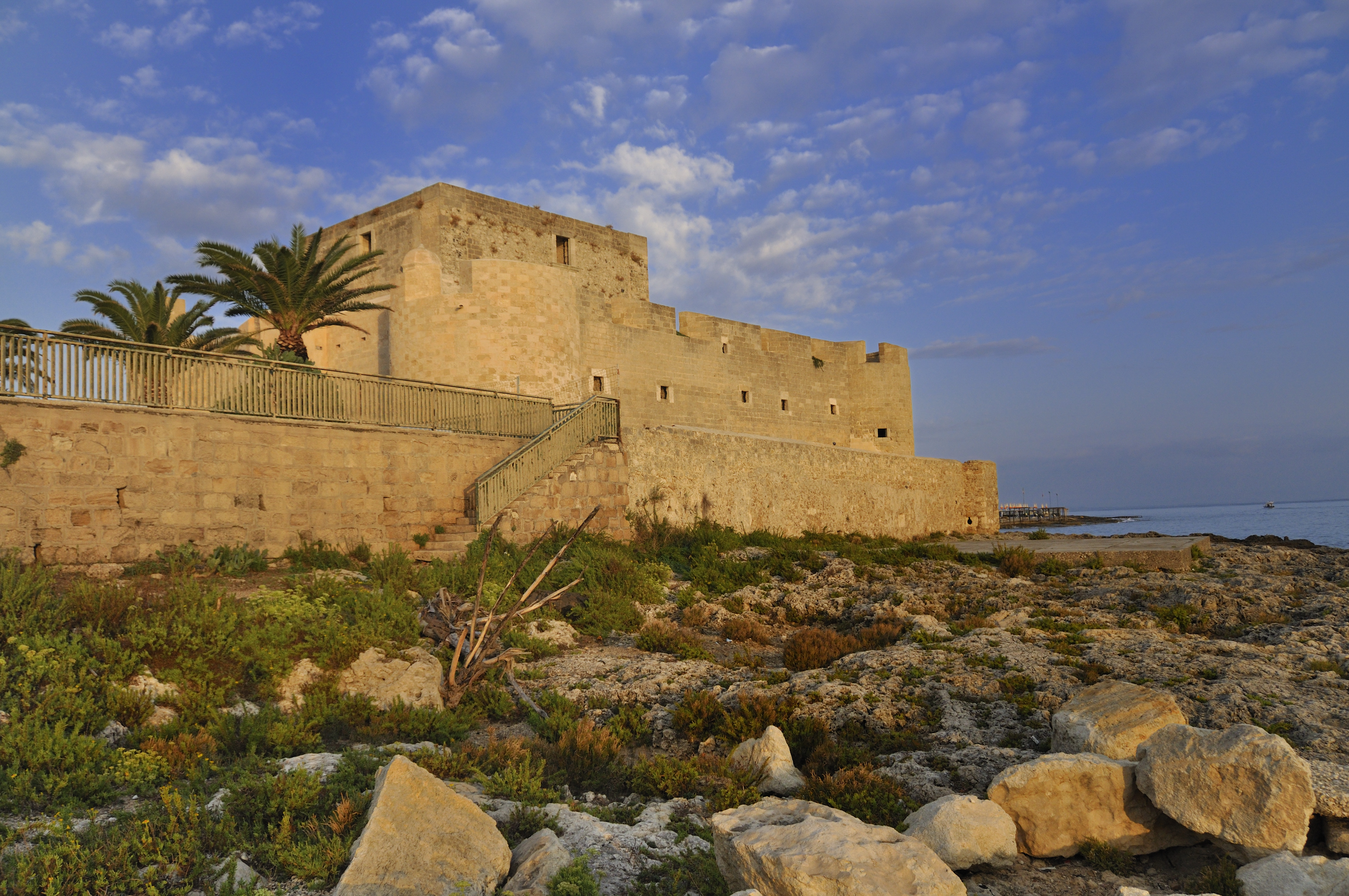
Castello de, Augusta

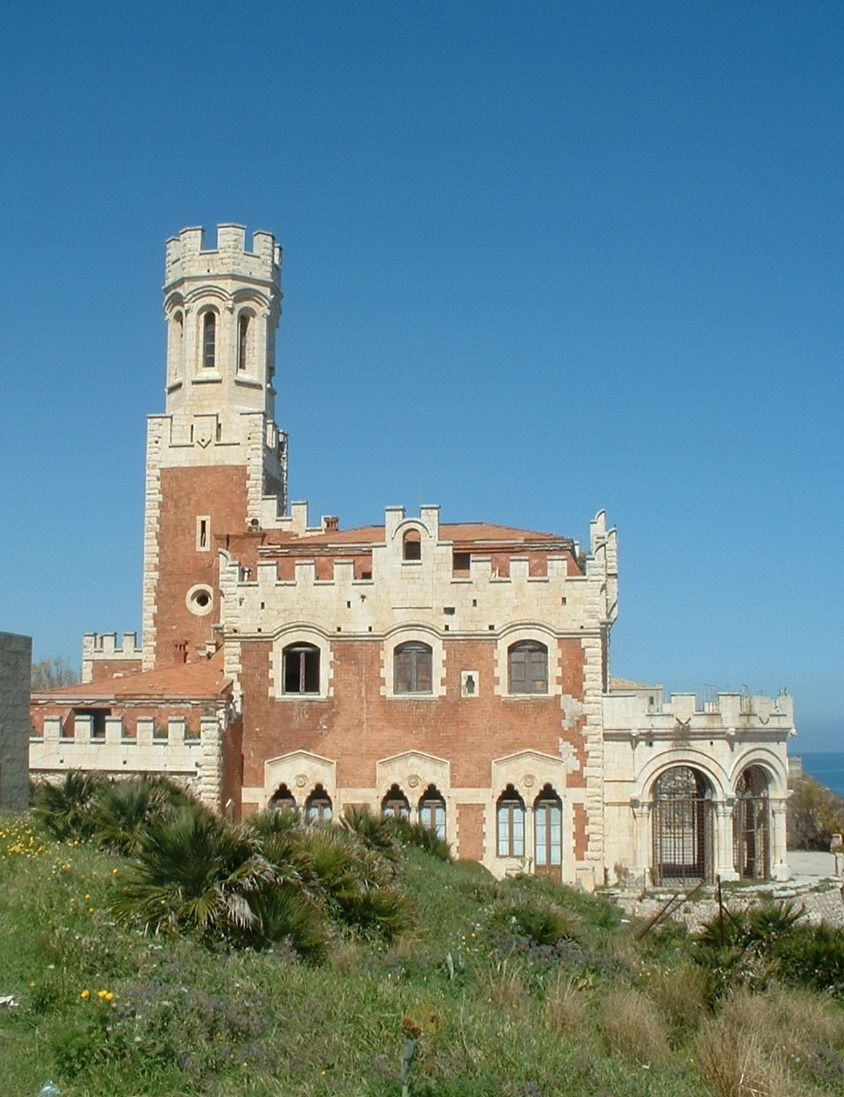
Château Tafuri (Portopalo di Capo Passero)

- Château de Francofonte (XIVe siècle)
- « Castellaccio » (XIIe siècle) (Lentini)
- Château d'Ossena (XIVe siècle) (Lentini)
- Château de Xirumi-Serravalle (XVIe siècle) (Lentini)
- Château Reale (XIe siècle) (Noto Antica)
- « Castelluccio » (XIVe siècle) (Noto)
- Tour Xibini (ou tour Scibini) (XIVe siècle) (Pachino)
- Château de Palazzolo (XIVe siècle) (Palazzolo Acreide)
- Château Tafuri (années 1930) (Portopalo di Capo Passero)
- Forteresse Carlo V (XIVe siècle) (Portopalo di Capo Passero)
- Château Platamone (XVIIe siècle) (Rosolini)
- Château Eurialo (Ve siècle av. J.-C.) (Syracuse)
- Château Maniace (construit sous la domination byzantine) (Syracuse)
- Château de Cassibile (XIVe siècle) (Cassibile)
- Château de Sortino (XIVe siècle)

### Sites archéologiques
De nombreux vestiges archéologiques datant de toutes les époques ont été trouvés dans la province de Syracuse. À Syracuse, la plupart des vestiges se trouvent dans le parc archéologique de Néapolis comme le théâtre grec et l'amphithéâtre romain de Syracuse.

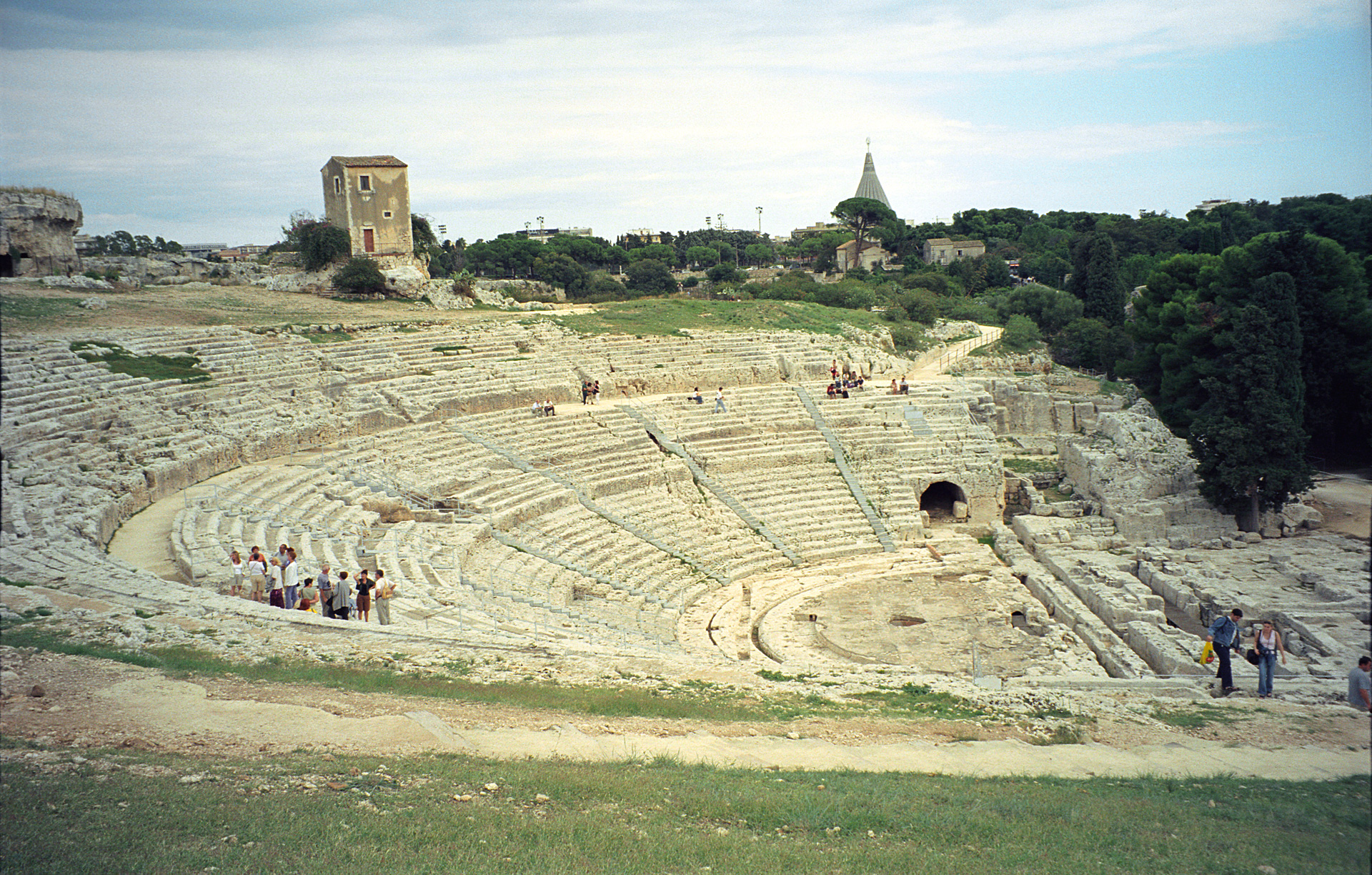
Théâtre grec de Syracuse

| Communes                  | Sites archéologiques           |
| ------------------------- | ------------------------------ |
| Augusta                   | Megara Hyblaea                 |
| Avola                     | Avola Antica                   |
| Buscemi                   | Serra Casale                   |
| Buscemi                   | Casmene                        |
| Lentini                   | Leontinoi                      |
| Noto                      | Eloro                          |
| Noto                      | Villa del Tellaro              |
| Noto                      | Noto Antica                    |
| Noto                      | Castelluccio di Noto (it)      |
| Palazzolo Acreide         | Akrai                          |
| Priolo Gargallo           | Thapsos                        |
| Syracuse                  | Parc archéologique de Néapolis |
| Syracuse                  | Île d'Ortygie                  |
| Syracuse                  | Stentinello                    |
| Syracuse                  | Nécropole de Cassibile         |
| Solarino                  | Cozzo Collura                  |
| Solarino                  | Cava del Rivettazzo            |
| Sortino e Cassaro e Ferla | Pantalica                      |

## Société

### Démographie
Avec plus de 400.000 habitants, la province de Syracuse et la 6e des provinces siciliennes la plus peuplées. La province a une densité de 188,8 habitants au km2, elle occupe la 5e place des provinces siciliennes en termes de densité de population.
Cassaro est la ville la moins peuplée de la province.

#### Syracuse
Avec plus de 120 000 habitants, la ville de Syracuse est la plus peuplée de la province.
Évolution de la population à Syracuse depuis 1861

## Culture

### Universités
La province de Syracuse ne possède pas d'université, mais elle possède trois consortiums universitaires avec les universités de Messine et de Catane :
- Consortium universitaire Archimède : une collaboration entre Syracuse et l'université de Catane qui enseigne l'architecture[R 21].
- Consortium universitaire Megara Ibleo : une collaboration entre Priolo Gargallo et l'université de Messine qui enseigne le droit[R 22].
- Consortium universitaire de la Méditerranée orientale : une collaboration entre Noto et l'université de Messine qui enseigne les sciences[R 23].

### Musées
La province possède de nombreux musées de différents types : ethnographiques, archéologiques, scientifiques, naturels...
Parmi les musées les plus importants figurent :
- Le musée archéologique régional Paolo Orso un des plus grands d'Europe.
- Le musée du palais Bellomo contenant des reliques précieuses et des peintures rares, et qui a accueilli de nombreuses expositions[R 24].
- Le musée de la civilisation et de la vie rurale situé à Floridia.

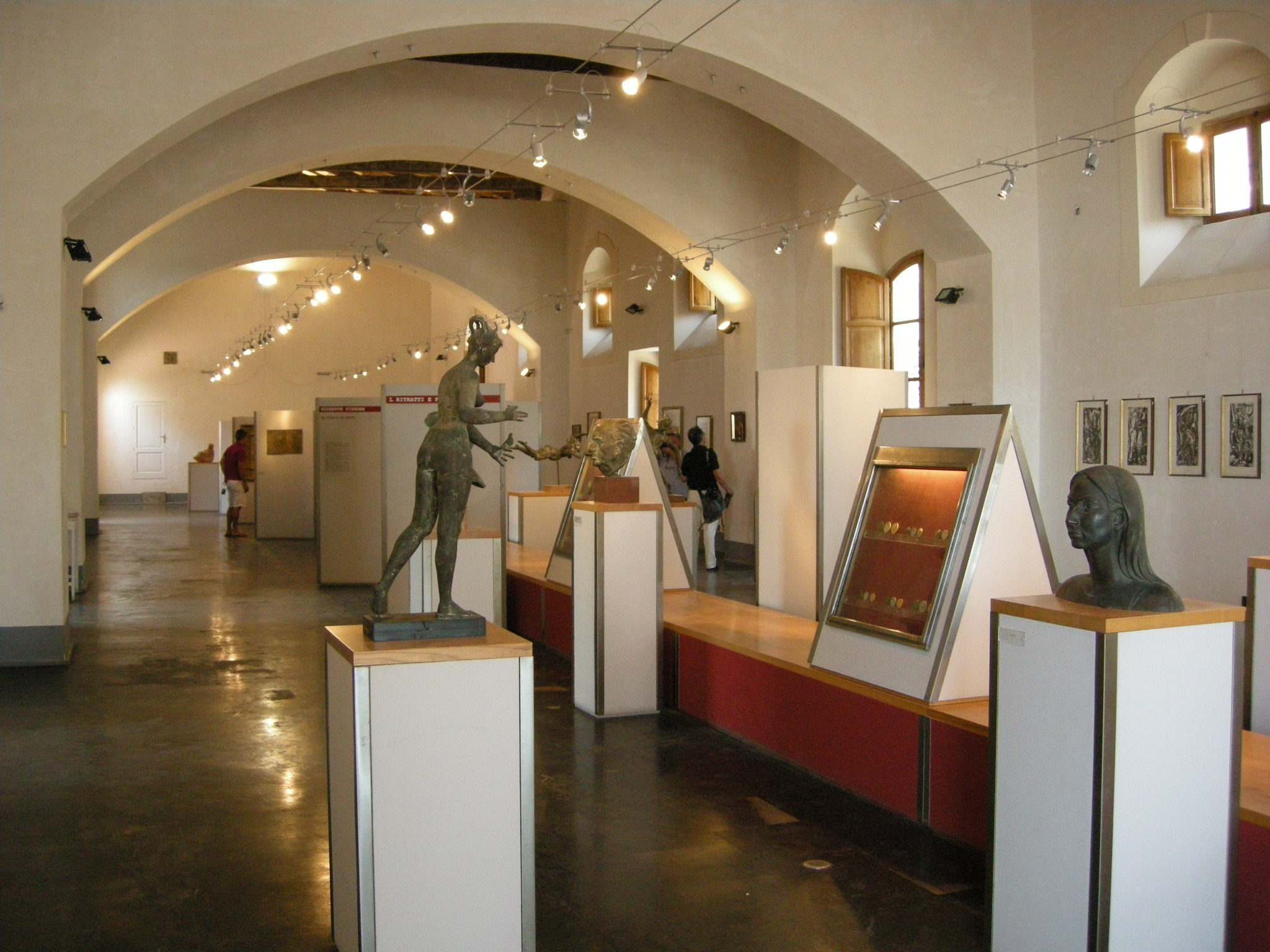
Musée civique de Noto

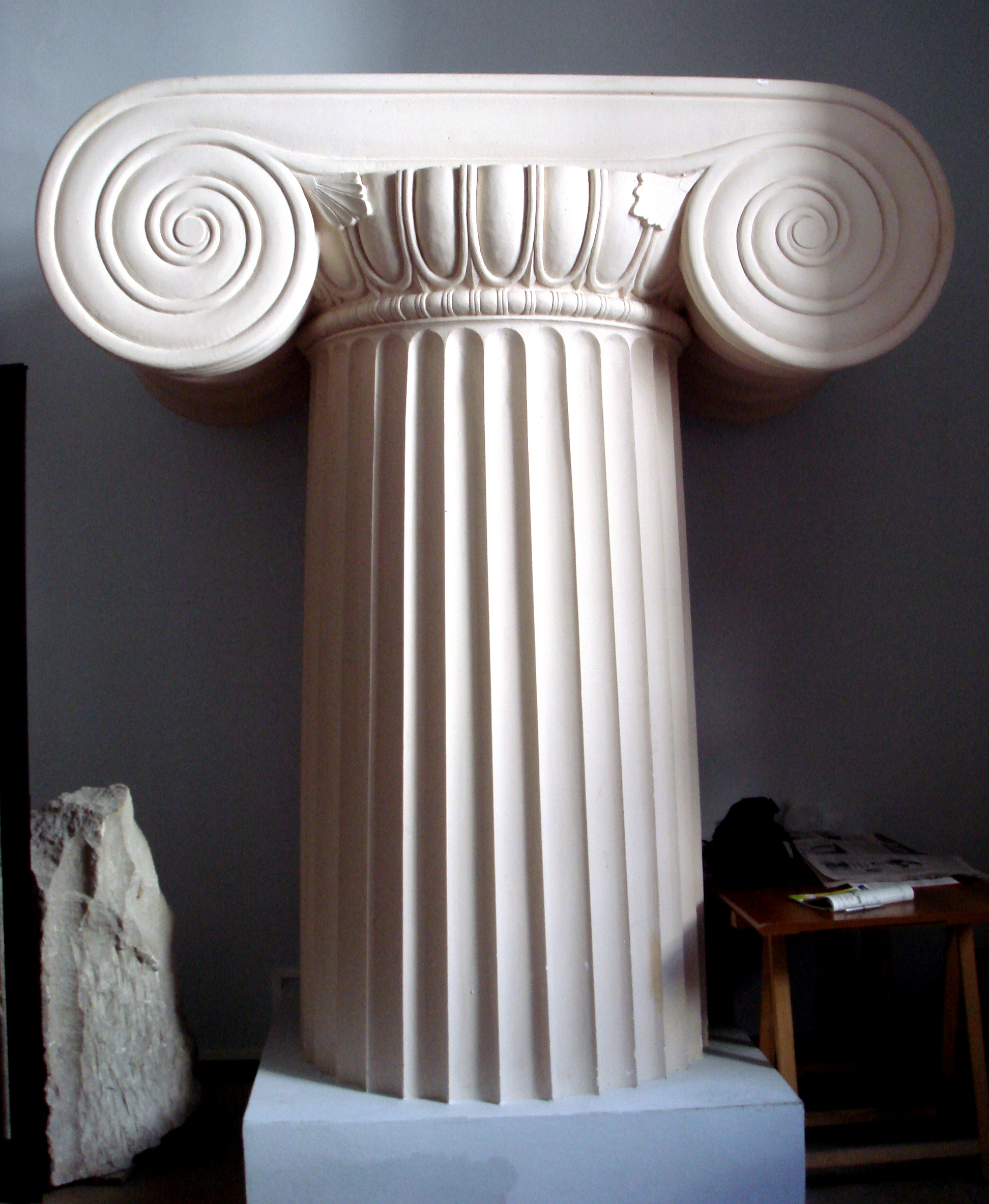

Les musées de la province
| Commune                      | Musée (it)                                           | Musée (fr)                                  |
| ---------------------------- | ---------------------------------------------------- | ------------------------------------------- |
| Augusta                      | Antiquarium di Megara Hyblaea                        | Musée antique de Megara Hyblaea             |
| Avola                        | Museo Civico                                         | Musée civique                               |
| Buscemi et Palazzolo Acreide | Musei dell'agricoltura                               | Musées de l'agriculture                     |
| Canicattini Bagni            | Museo del tessuto                                    | Musée du textile                            |
| Carlentini                   | Museo Paleontologico                                 | Musée paléontologique                       |
| Floridia                     | Museo della Civiltà Contadina                        | Musée de la Vie rurale                      |
| Floridia                     | Museo Francesco Lombardo                             | Musée Francesco Lambardo                    |
| Lentini                      | Museo Archeologico                                   | Musée archéologique                         |
| Melilli                      | Museo di Storia Naturale                             | Musée d'histoire naturelle                  |
| Noto                         | Museo Civico                                         | Musée civique                               |
| Noto                         | Museo Etnografico                                    | Musée ethnographique                        |
| Palazzolo Acreide            | Museo « Antonino Uccello »                           | Musée Antonino Uccello                      |
| Palazzolo Acreide            | Museo dei Viaggiatori in Sicilia                     | Musée du Voyage en Sicile                   |
| Siracusa                     | Museo archeologico regionale Paolo Orsi              | Musée archéologique régionale de Paolo Orsi |
| Siracusa                     | Museo di Palazzo Bellomo                             | Musée du Palais Bellomo                     |
| Siracusa                     | Museo del Cinema                                     | Musée du Cinéma                             |
| Siracusa                     | Museo del Papiro                                     | Musée du Papyrus                            |
| Siracusa                     | Archimedeion                                         | Musée Archimède                             |
| Siracusa                     | Museo del mare                                       | Musée de la mer                             |
| Solarino                     | Ecomuseo Hyblon                                      | Écomusée Hybléen                            |
| Solarino                     | La Casa del Novecento                                | La maison du XXe siècle                     |
| Sortino                      | Museo dell'Opera dei Pupi                            | Musée de l'Opera dei Pupi                   |
| Sortino                      | Casa Museo dell'Apicoltura « 'A casa do fascitraru » | Musée de l'apiculture                       |

### Fêtes et événements folkloriques
Dans la province de Syracuse, il y a beaucoup de fêtes folkloriques, religieuses et populaires. De plus, chaque année des événements historiques et culturels y sont organisés.
Parmi ces événements, la fête la plus célèbre est probablement la fête Santa Lucia (it) qui a lieu principalement le 13 décembre dans la ville de Syracuse et dans plusieurs autres communes de la province. En mai, toujours en l'honneur de Sainte Lucie il y a la fête de ''Santa Lucia delle Quaglie, cette fête se déroule en costume du XVIIe siècle. L'autre fête marquante est la Festa di Sant'Alfio a Lentini (it) qui se déroule au début du mois de mai et en septembre.

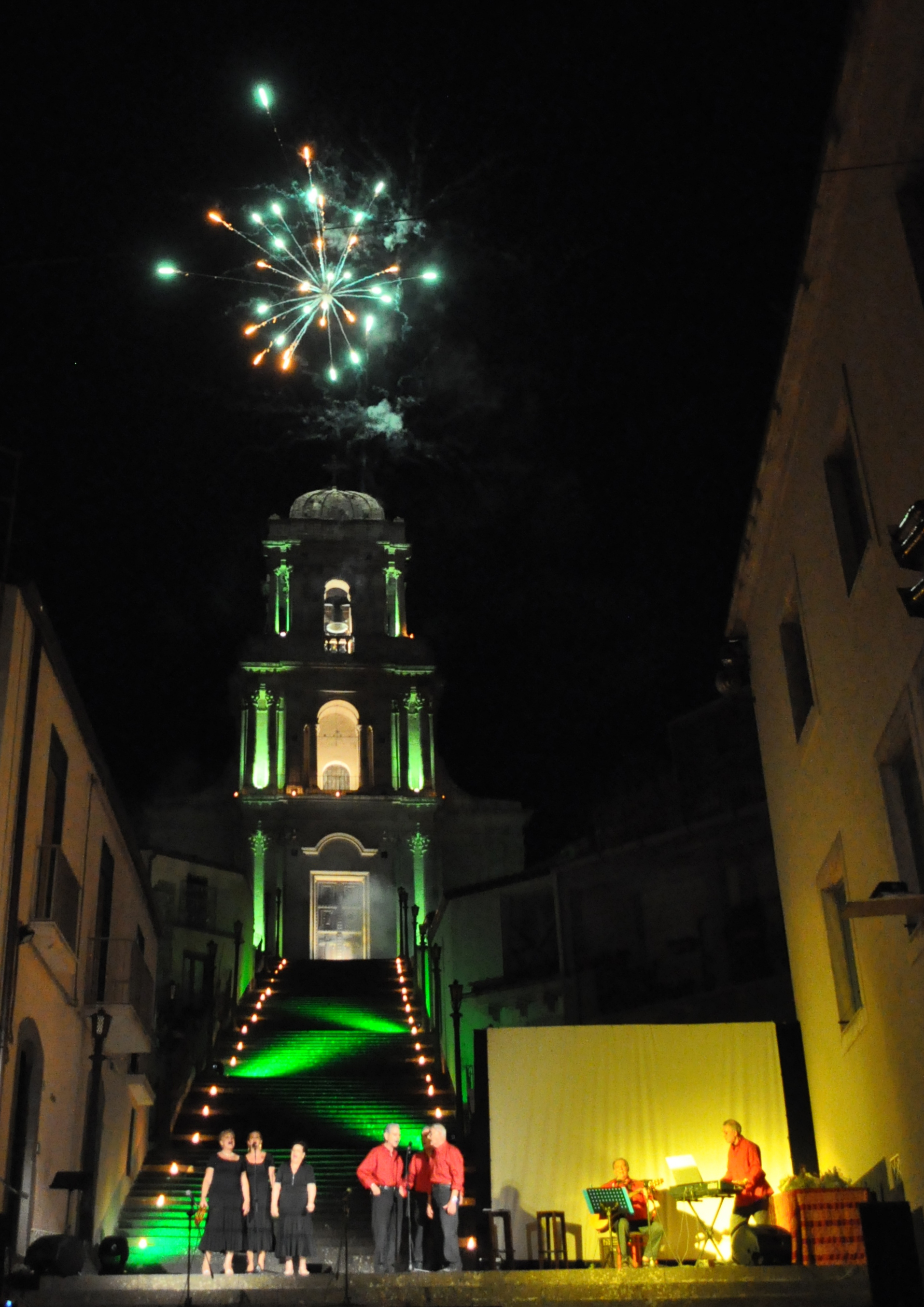
Fête populaire de Buccheri

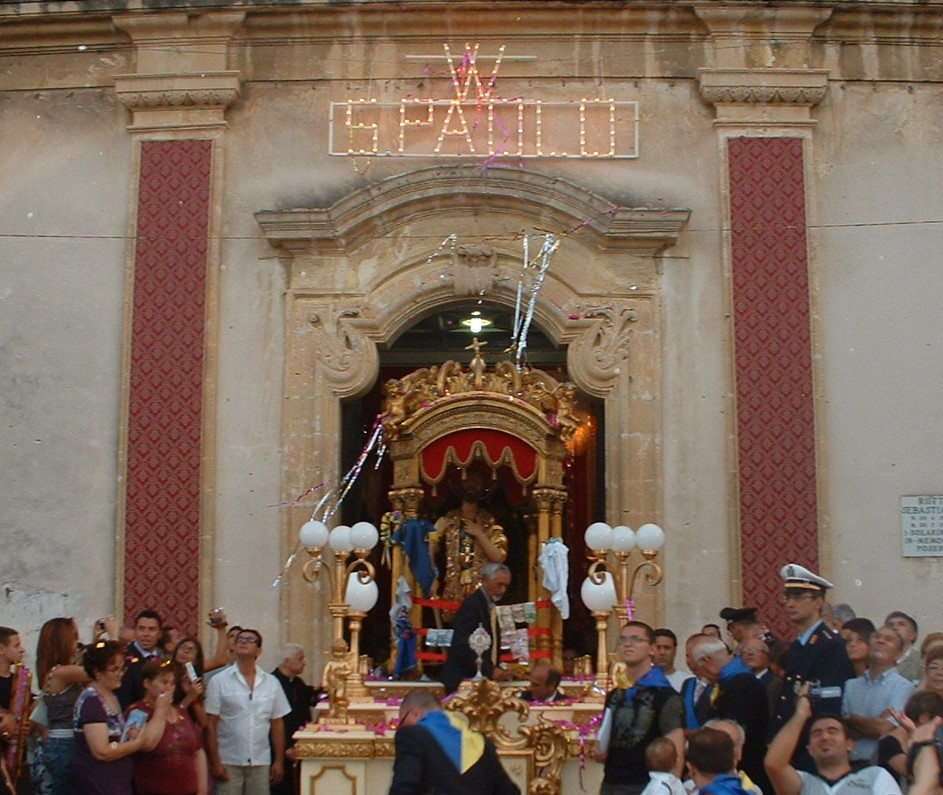
Fête de San Paolo de Solarino

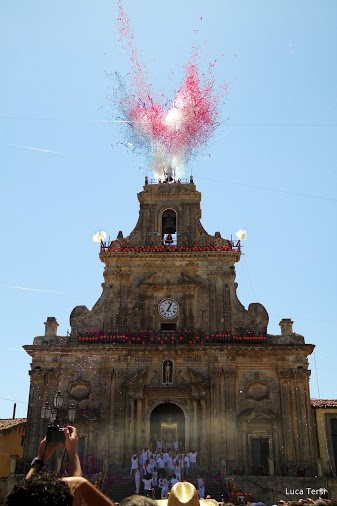
Fête de San Sebastiano
à Palazzolo Acreide

### Cinéma

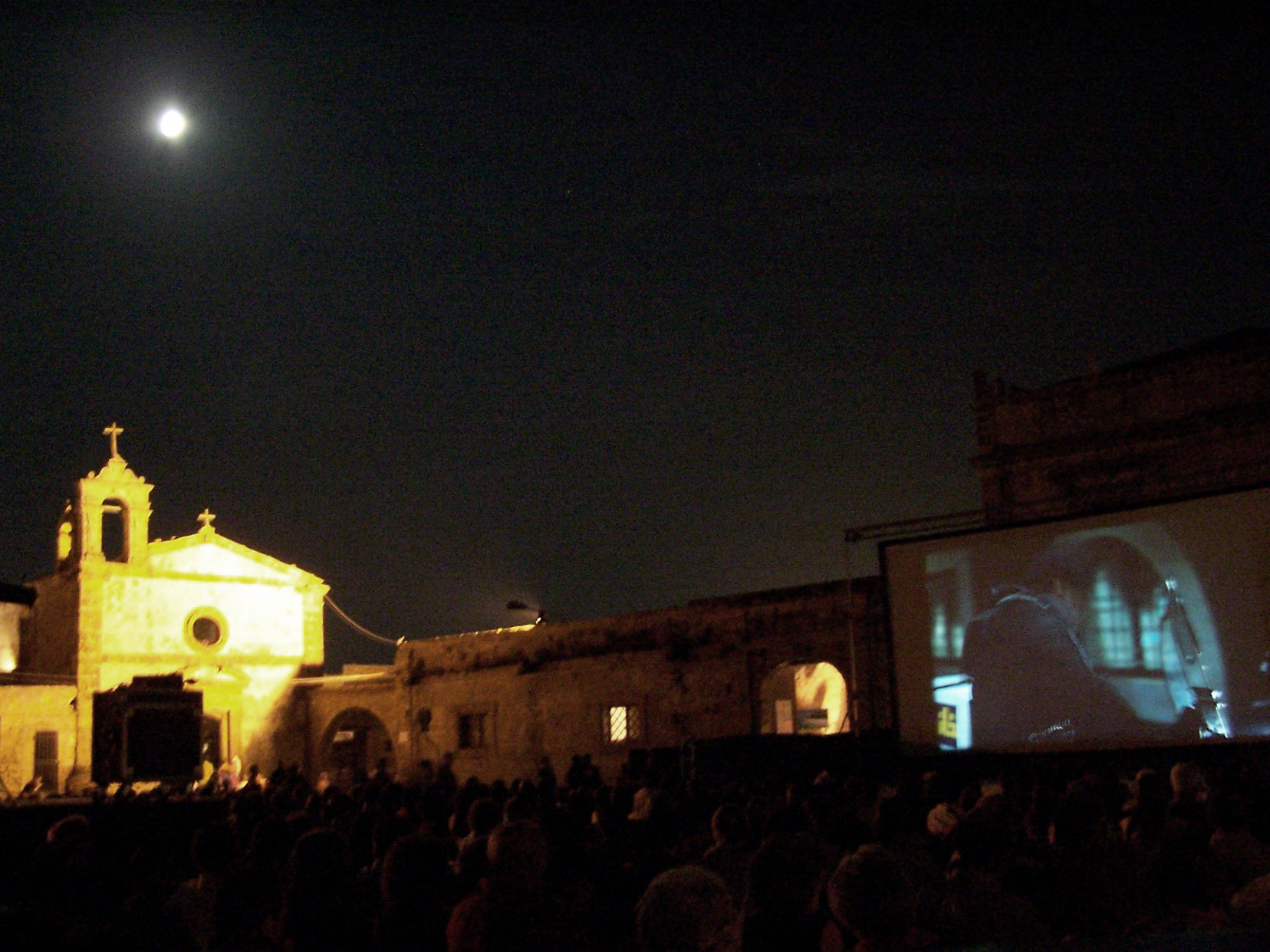
Festival du Cinéma des frontières de Marzamemi

Parmi les événements culturels de la province le cinéma a une grande importance. Sur l'île d'Ortygie, il y a le Musée du Cinéma d'une taille de 2 000 m2 (le 3e plus grand musée du Cinéma en Italie). Sa bibliothèque a recueilli plus de 20 000 films et reportages de toutes les époques.
Le Festival del Cinema di Frontiera (Festival du Cinéma des Frontières) est un concours de films qui se tient chaque année en juillet à Marzamemi. Pendant une semaine, il y a des projections sur le thème des « Frontières » (géographiques, culturelles et artistiques). Grâce à la forte présence de sites archéologiques, la province a été choisie pour qu'on y tourne de nombreux films (it) et fictions.

### Musique
La province de Syracuse est célèbre pour la présence de plusieurs groupes et chanteurs connus à un niveau national et international, et de tous les genres musicaux. Dans la musique pop avec Rosario Fiorello, Silvia Salemi (it) et Mario Venuti (it), dans le métal avec le groupe No Fear.
La musique folk est aussi beaucoup diffusée dans la province le phénomène du melting pot a amené des musiques latines, funk et du jazz dans la province.

### Cuisine
La gastronomie de Syracuse est composée d'aliments de très bonnes qualités. Les saveurs qui sont utilisés sont celles typiques de la cuisine méditerranéenne.
La province produit également de nombreux vins.

### Personnalités célèbres
« A che serve vivere, se non c'è il coraggio di lottare ? » 
 « À quoi sert de vivre, si on n'a pas le courage de se battre ? » 
 Giuseppe Fava, né à Palazzolo Acréide

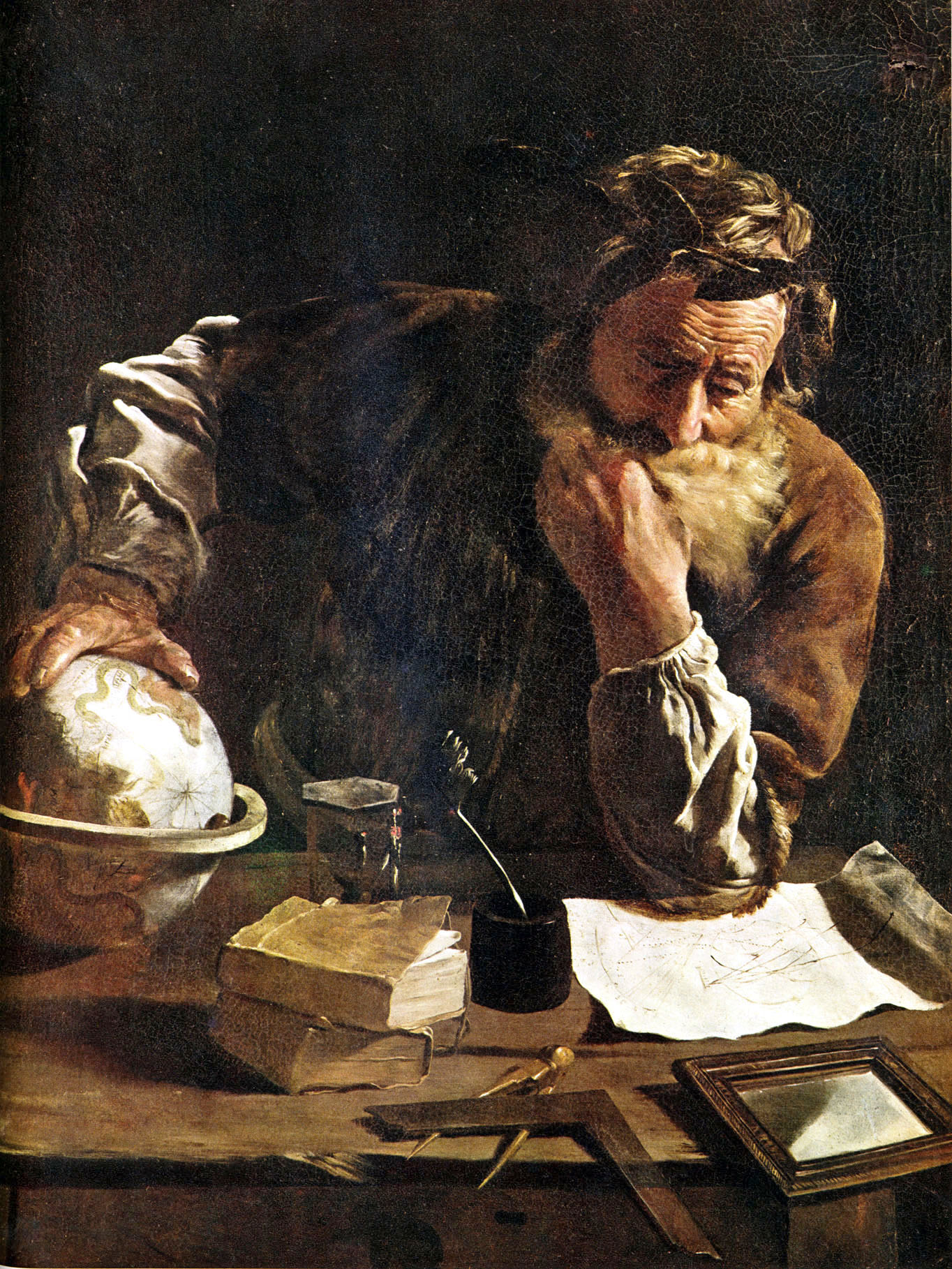
Archimède

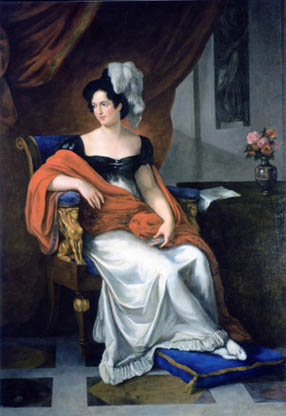
Lucia Migliaccio

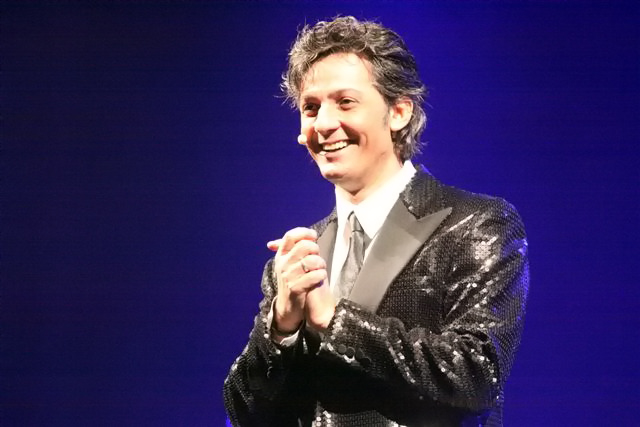
Rosario Fiorello

Il y a beaucoup de personnalités liées à la province de Syracuse qui se sont chacune distingués dans des domaines très différents :
Augusta
- Alfio Belluso (it) ; poète
- Epicarmo Corbino (it) ; économiste
- Orso Mario Corbino ; homme politique
- Emanuele d'Astorga; compositeur
- Giuseppe Di Mare (it) ; pianiste
- Catena Fiorello (it) ; écrivaine
- Giuseppe Fiorello (it) ; acteur
- Rosario Fiorello ; présentateur
- Alfredo Maria Garsia (it) ; évêque
- Marcello Giordani (it) ; ténor
- Giuseppe Lavaggi (it) ; juriste
- Giuseppe Muscatello (it) ; académicien
- Luca Raimondi (it) ; écrivain
- Riccardo Schicchi ; photographe
- Roy Paci; musicien
- Barbara Tabita ; actrice

Avola
- Giuseppe Bianca; botaniste
- Nicola Bono (it); ex-président de la province
- Corrado Bonfanti Linares (it) ; préfet et chef de la police
- Antonio Cappello (it) ; chef de l'État majeur
- Paolo Di Stefano ; écrivain
- Fortunato Di Noto (it) ; prêtre
- Giovanni Scuderi (it) ; politicien
- Franzo Grande Stevens ; avocat

Buccheri
- Silvana Fallisi (it) ; actrice

Carlentini
- Arturo Basile (it) ; chef d'orchestre
- Salvatore Miceli (it) ; homme politique
- Antonino Uccello (it) ; poète

Canicattini Bagni
- Enzo Musco (it) ; juriste

Floridia
- Giuseppe Cesare Balbo (it) ; compositeur
- Giuseppe Ierna (it) ; compositeur
- Toni Pandolfo ; acteur
- Sebastiano Lo Monaco ; acteur

Francofonte
- Matteo Gaudioso (it) ; écrivain

Lentini
- Agathon ; poète
- Tommaso Agni ; patriote
- Costanza Caracciolo (it) ; danseuse
- Hérodicos ; médecin grec
- Giacomo da Lentini; poète
- Riccardo da Lentini (it) ; architecte
- Filadelfo Mugnos ; historien
- Benedetto Vincenzo Nicotra (it) ; homme politique
- Pippo Pattavina (it) ; acteur
- Gianfranco Randone ; chanteur
- Ortensio Scammacca (it) ; dramaturge
- Manlio Sgalambro ; philosophe
- Francesco Sgalambro (it) ; directeur
- Arrigo Testa ; poète
- Anna Valle ; actrice

Melilli
- Giuseppe Aurelio Costanzo (it) ; écrivain
- Giulio Emanuele Rizzo (it) ; archéologue

Noto
- Giovanni Aurispa ; poète
- Marco Basile (it) ; acteur
- Alfonso Belfiore (it) ; compositeur
- Guglielmo Buccheri (it) ; religieux
- Matteo Carnilivari (it) ; architecte
- Mariannina Coffa (it) ; poetesse
- Ernesto D'Albergo (it) ; académicien
- Mimmo Fusco (it) ; journaliste
- Guglielmo Giaquinta (it) ; directeur
- Ibn Hamdis ; poète
- Francesco Paolo Labisi ; architecte
- Pietro Landolina (it) ; homme politique
- Vincenzo Littara ; intellectuel
- Bruno Marziano (it) ; ex-president de la province
- Corrado Maria Deodato Moncada (it) ; directeur
- Rocco Pirri ; historien
- Matteo Raeli ; juriste
- Vincenzo Sinatra ; architecte
- Vittorio Sgroi (it) ; magistrat
- Giuseppe Scala (it) ; astronome

Pachino
- Vitaliano Brancati ; écrivain
- Gian Paolo Cugno (it) ; écrivain
- Giuseppe Malandrino (it) ; directeur
- Margareth Madè ; actrice

Palazzolo Acréide'
- Francesco Carpino ; cardinal
- Giuseppe Fava ; écrivain
- Gaetano Giuliano ; politique
- Turi Golino (it) ; trompettiste
- Silvia Salemi (it) ; chanteur

Priolo Gargallo
- Sebastiano Carta (it) ; peintre
- Bruno Ficili (it) ; sociologue

Rosolini
- Dionisio Moltisanti (it) ; homme politique
- Frank Lentini ; présentateur
- Rosalia Misseri (it) ; actrice
- Vincenzo Serrentino (it) ; préfet

Syracuse
- Archimède ; inventeur, mathématicien
- Nadia Bengala (it) ; modèle
- Dario Bandiera (it) ; acteur
- Philistos de Syracuse ; historien
- Mario Francese ; journaliste
- Fulvio Frisone (it) ; physicien
- Tommaso Gargallo (it) ; poète
- Antonino Lo Surdo (it) ; scientifique
- Mario Minniti ; peintre
- Vincenzo Mirabella ; archéologue
- Moschos ; poète
- Alessandro Partexano (it) ; acteur
- Stefania Prestigiacomo ; homme politique
- Salvo Randone ; acteur
- Étienne III ; pape
- Marcello Sgarlata (it) ; homme politique
- Théocrite ; poète
- Elio Vittorini ; écrivain
- Carmelo Zappulla (it) ; acteur

Solarino
- Paolo Calafiore (it) ; artiste
- Giuseppe Gianni (it) ; homme politique
- Alfredo Mezio (it) ; écrivainn

Sortino
- Sofia Amoddio (it) ; politicienne

## Économie

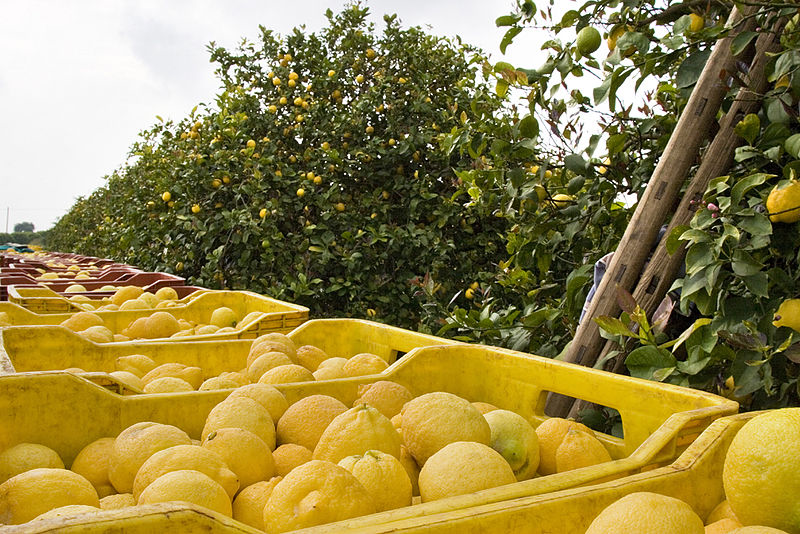
Une récolte de citron à Syracuse

Bien que la province de Syracuse soit riche en ressources, elle est peu développée sur le plan économique. Pourtant l'économie contribue au développement nationale, mais la population locale ne profite pas de ce développement, principalement à cause d'une politique qui accorde peu d'attention aux besoins locaux.
Avec de forts pics de productions puis brusquement des chûtes de son économie, la province n'est pas bien placée dans les classements qu'établissent les journaux italiens qui déterminent chaque année le niveau de qualité de vie sociale et économique.
Ces classements, ont généralement tendance à sur-classer les provinces du Nord de l'Italie en tenant compte dans leur classement de l'économie d'une seule ville. Ce qui contribue au fait que l'Italie soit politiquement divisé en deux. Et malgré quelques plans nationaux qui avaient pour but d'égaliser les richesses Nord-Sud, les données du journal économique italien Il Sole 24 Ore montrent que le chômage est en augmentation dans toute l'Italie du Sud. Certains partis politiques comme la Ligue du Nord veulent que l'Italie du Sud soit séparée de l'Italie du Nord, il avait lancé une négociation de vote au parlement qui a aujourd'hui été abandonné. Tout ceci a conduit la province et la population de Syracuse dans un gouffre économique,.
La population ne peut plus créer d'entreprises facilement, ils doivent payer des charges excessives : lourds impôts pour l'État et les mafias leur imposant un pizzo. De plus, la bureaucratie et l'environnement du Sud de l'Italie n'encourage pas la création d'entreprises.
La province de Syracuse est connu en Italie pour posséder le plus grand complexe pétrochimique d'Europe, mais comme la politique environnementale et locale de la province n'est pas appropriée, depuis les années 1970 le territoire connecté à cette industrie a été endommagé et connait une grande pollution ambiante, si importante qu'elle est classée parmi les plus fortes de l'Italie.
Cette industrie est toujours active aujourd'hui a été créée avec un système flou douteux, puisque que l'usine est située dans une zone désormais protégée pour ses sites archéologiques et son environnement fragile.
Malgré cet échec de l'industrie, la province a des facteurs économiques développés dans d'autres domaines. La province a un fort potentiel dans le secteur primaire et le secteur tertiaire.
Le journal italien Il Sole 24 Ore a souligné dans son classement sur la qualité de la vie en Italie, que si la province de Syracuse adoptait une politique plus locale, elle serait en mesure d'obtenir la première place du classement en raison de ses exportations et de son PIB. Mais la province est actuellement une où le chômage est le plus fort en Italie.

### Secteur primaire

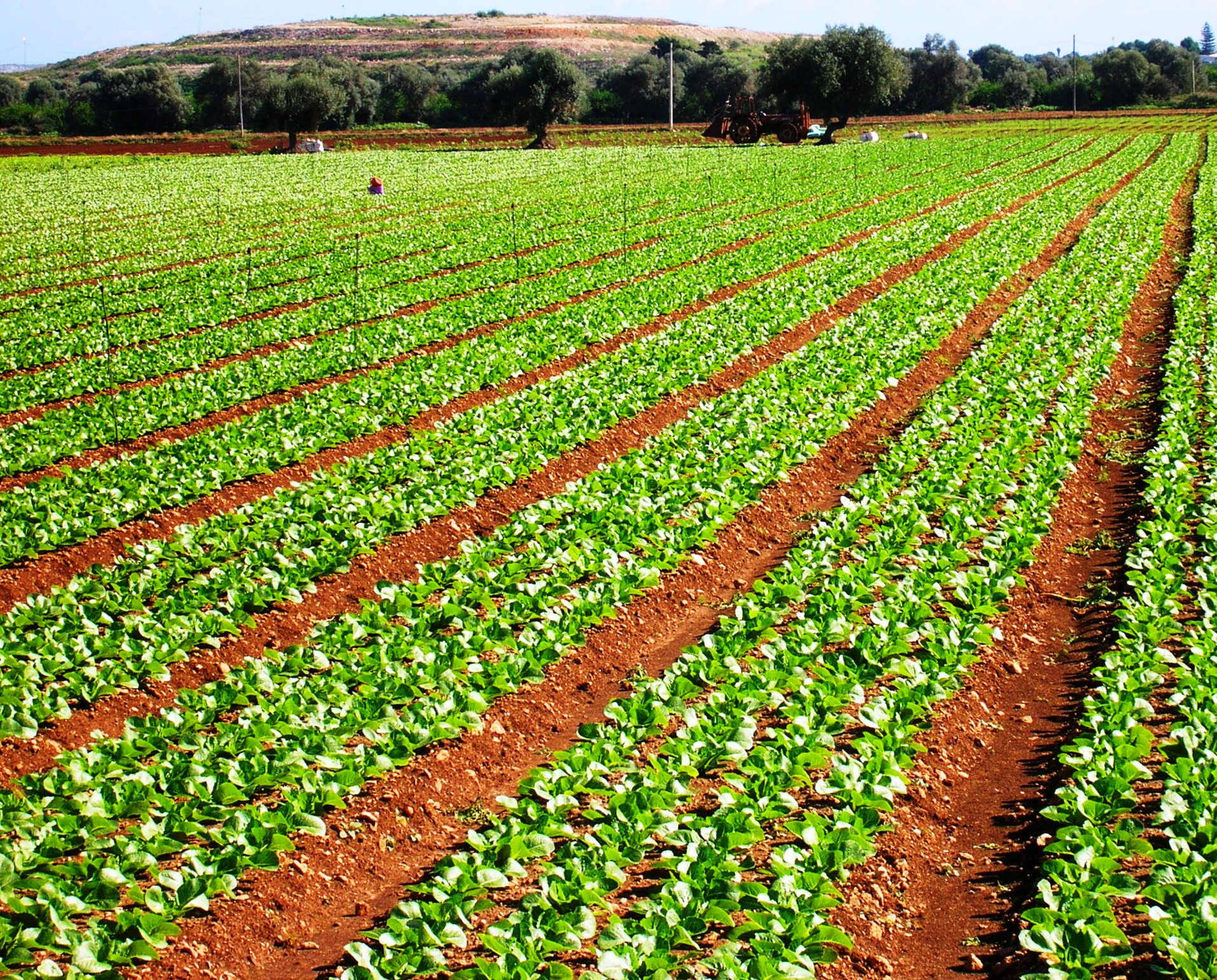
Des champs de la province

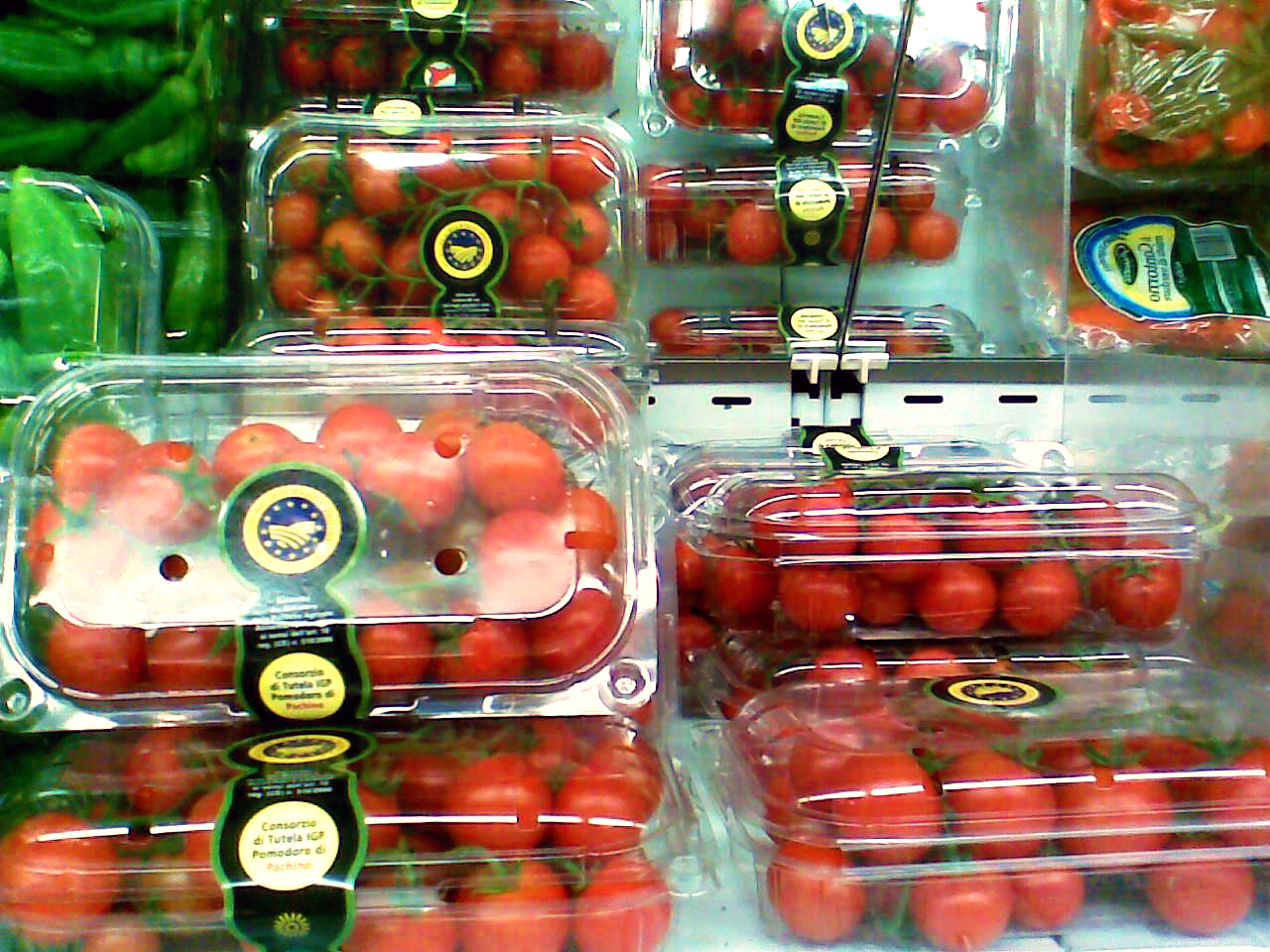
Exemples de produits agricoles déjà emballés et prêts pour la commercialisation

L'agriculture a toujours été d'une grande importance pour la province. Elle est bien située pour qu'on y cultive les fruits de la terre, avec son climat doux, les populations ont toujours privilégié les productions naturelles.
Même si dans les temps actuels il est difficile de former une base économique solide juste avec le secteur primaire, la province a des qualités de productions qui lui permettent d'exporter au niveau national et international. Les produits les plus développés de la province sont :
- Les citrons de Syracuse cultivés aux alentours de la ville de Syracuse, en particulier le long de la côte sur 5 200 hectares, leur production représente un quart de la production nationale de citrons en Italie[R 30].
- Les oranges sanguines de Sicile (IGP), cultivées dans toute la Sicile de l'ouest (province de Catane et de Syracuse)[R 31].
- Les tomates de Pachino (IGP), cultivées dans les communes de Pachino, Portopalo di Capo Passero et Ispica (située dans la province de Raguse), cette culture de tomate est un symbole de la commercialisation et de l'exploitation de l'agriculture dans la province[R 32].
- Les amandes d'Avola (it) sont protégés par Slow Food et sont importantes pour l'industrie de la confiserie[R 33].
- Les pommes de terre nouvelles de Syracuse (it) (PATI), cultivé principalement près des communes d'Augusta et de Syracuse, c'est une culture importante qui produit la moitié des pommes de terre en Sicile[R 34].
- L'huile d'olive des monts Hybléens (it) (AOP), cette huile extra-vierge est produite dans les zones montagneuses de la province, elle est appréciée pour ses qualités nutritionnelles[R 35].
- La province produit également de nombreux vins principalement AOP et DOC.

### Secteur secondaire

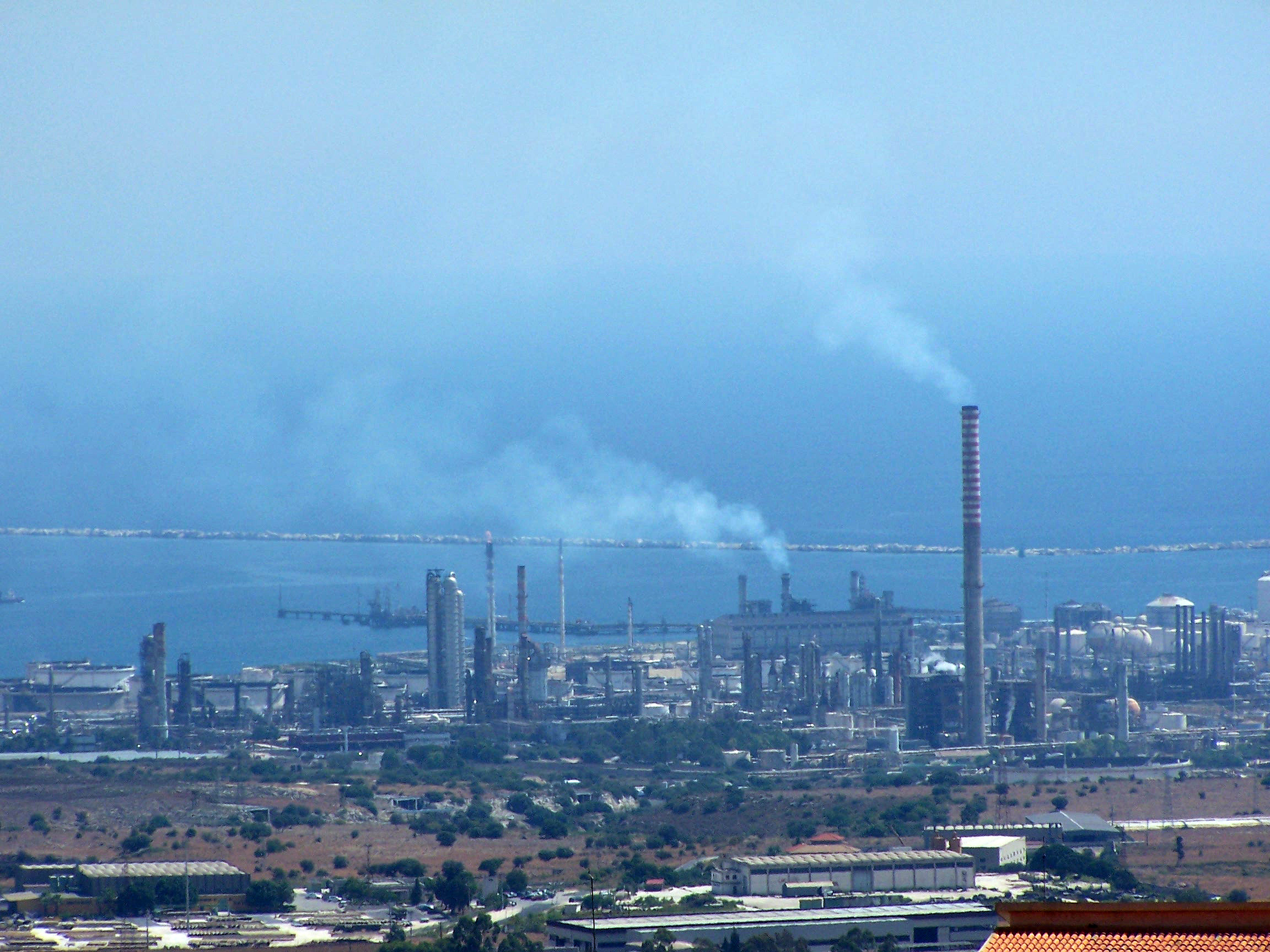
Le pôle pétrochimique

Dans le passé, de nombreuses industries ont été créées sur le territoire de la zone côtière (Priolo Gargallo-Melilli-Augusta), ces industries sont aujourd'hui responsable de la forte pollution de la zone. Certaines entreprises ont été fermées et désaffectées comme Eternit qui utilisait des matériaux dangereux maintenant interdit, l'usine est fermée en 1992. Il y a eu 130 victimes parmi les travailleurs de cette usine, en 2013, le procureur de Turin a ouvert ouvert une enquête pour rendre une justice aux familles des victimes.
Reste le pôle pétrochimique de Syracuse, qui a un impact très important et pollue énormément la zone qui l'entoure. Entre 2008 et 2012, l'entreprise pétrochimique russe Lukoil a racheté 80 % des parts du pôle pétrochimique. Beaucoup de recherches de santé ont établi la forte dangerosité du pôle sur les populations vivant dans la zone qui l'entoure,.
À Priolo Gargallo, il y a la présence de la Centrale solaire thermique d'Archimède et sur le fleuve d'Anapo se trouve une centrale électrique appartenant au groupe d'Enel.

### Secteur tertiaire

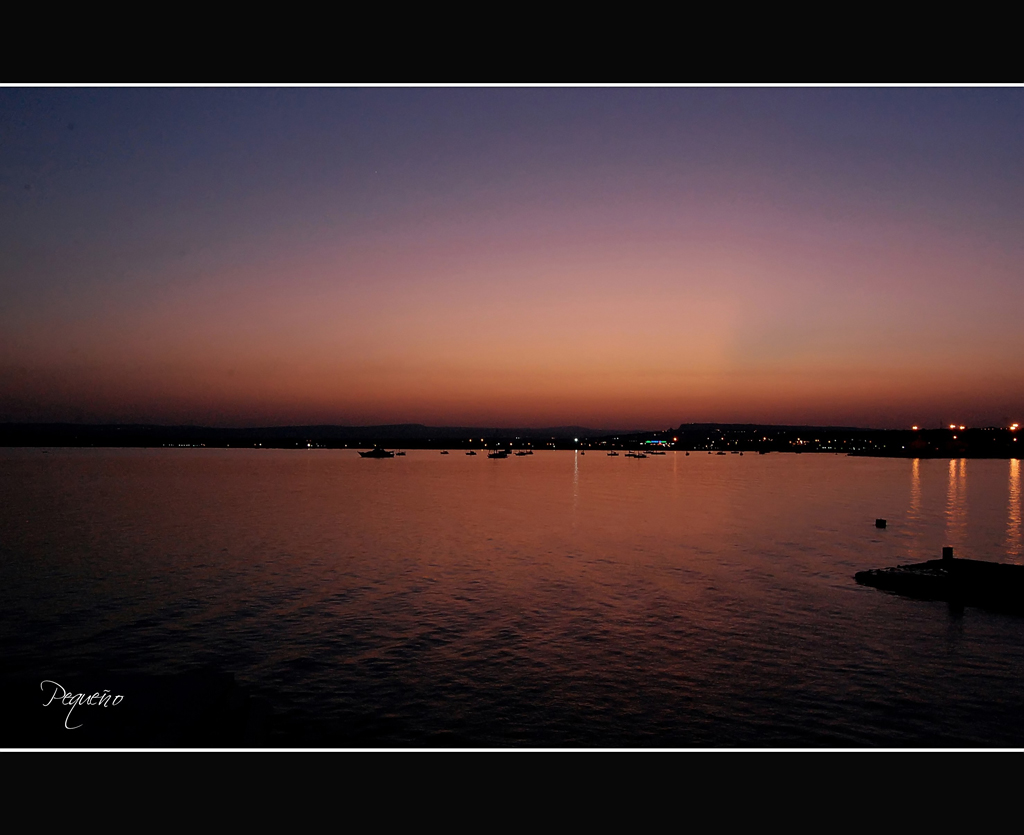
Un coucher de soleil à Syracuse

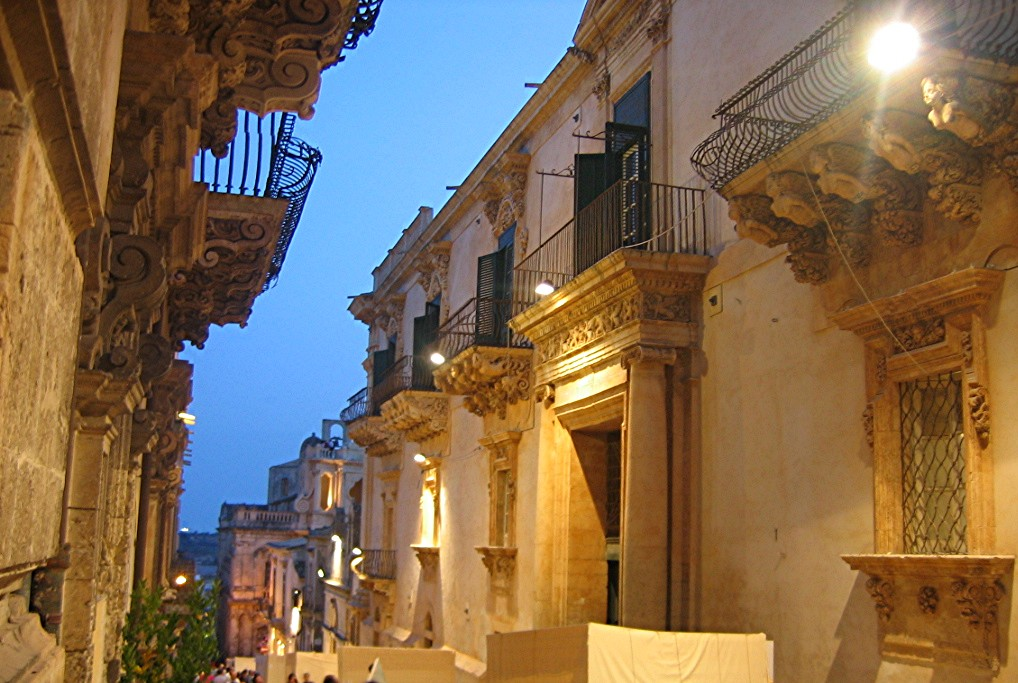
La ville baroque de Noto

Le tourisme a toujours été présent dans la province de Syracuse, déjà au XIXe siècle Stendhal a écrit sur le voyage en Italie et sur l'obligation de visiter la Sicile pour ressentir toute l'essence du Bel Paese.
La Sicile est très importante pour le tourisme, certaines villes de la province de Syracuse sont inscrites dans le Grand Tour (le voyage des jeunes Européen aristocrates), depuis 2000 le centre historique de Syracuse et la cité baroque de Noto sont classés au patrimoine de l'UNESCO. La population locale est consciente de son potentiel touristique et de son patrimoine culturel, artistique et naturel. Les habitants voudront profiter du Tourisme de masse et fermé le pôle pétrochimique qu'ils ne tolèrent plus.
Grâce à son grand nombre d'églises, de cathédrales et de son héritage du temps où elle était sous l'influence des États pontificaux, la province a une capacité de tourisme religieux.
Depuis une dizaine d'années, des centres et des zones commerciales sont apparus dans la province multipliant le nombre de biens et services proposés aux habitants et aux touristes.

## Transports

### Liaison routières

#### Autoroutes
Les différentes villes de la province sont desservies par la NSA 399 et par l'A18. La NSA 399 continue le tracé de la route SS 114 d'Augusta à Villasmundo.
- NSA 399 Autoroute entre Catane et Syracuse.
- A18 — Autoroute entre Syracuse et Gela.

#### Routes

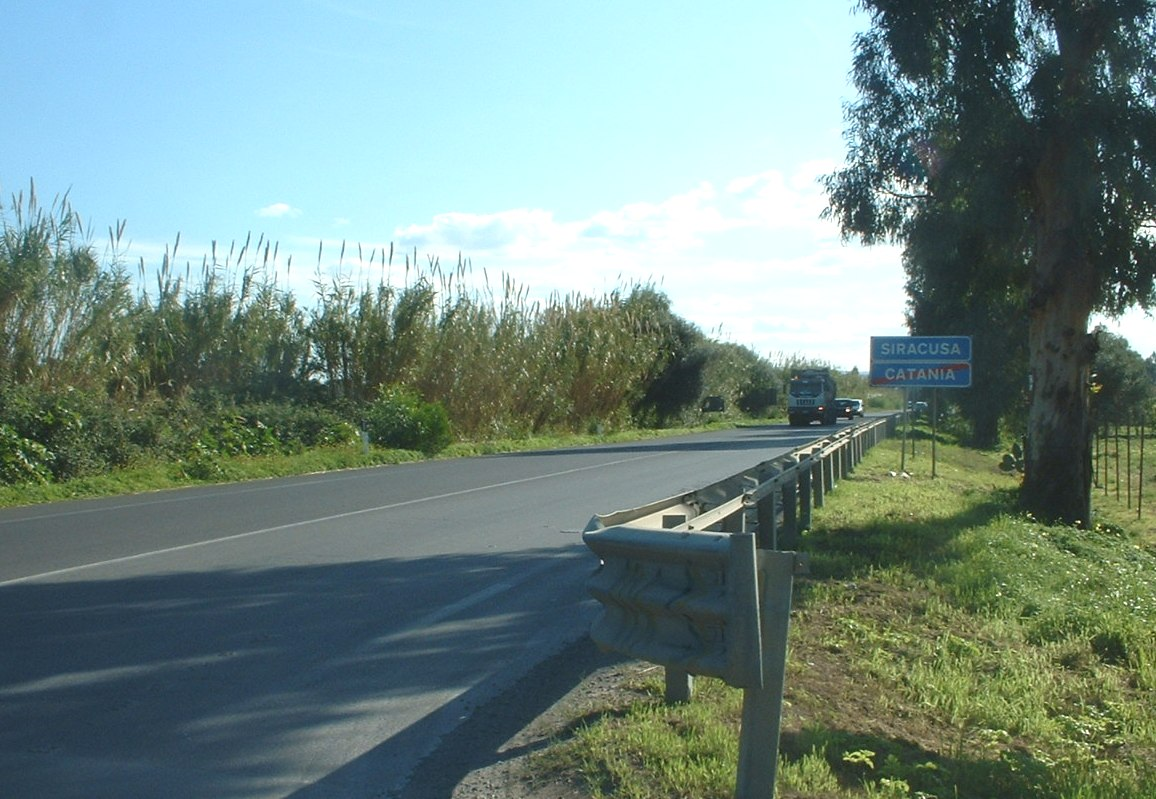
Le début de la SS 114

La province est traversée par 9 routes nationales, au total 246 km. Parmi ces 9 routes les plus importantes sont la SS 114 et la SS 115, car elles permettent une connexion avec les villes de Catane et de Raguse.
- : La SS 114 (Messine - Syracuse).
- : La SS 115 (Trapani - Syracuse).
- : La SS 124 (Syracuse - San Michele di Ganzaria).
- : La SS 193 (Augusta).
- : La SS 194 (Modica).
- : La SS 287 (Palazzolo Acréide - Noto).
- : La SS 385 (Caltagirone).
- : La SS 417 (Gela - Catane)
- : E931 (Mazara del Vallo - Gela).
- : E45 (Karesuando - Gela).

### Transports ferroviaires

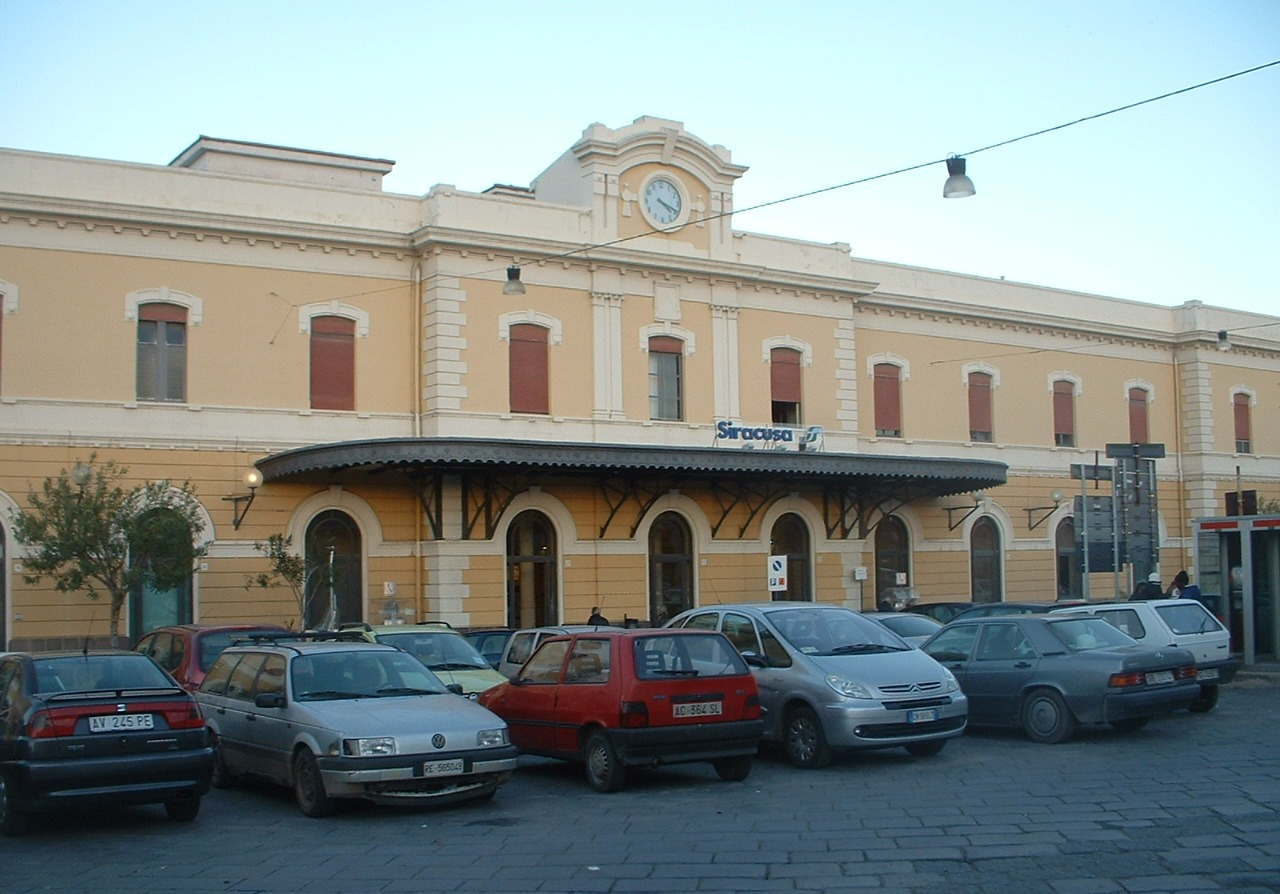
La gare de Syracuse.

Le réseau de chemin de fer principal de la province était constitué de deux lignes (de la RFI) :
- la ligne Messine - Syracuse à deux voies électrifiées ;
- la ligne Syracuse-Raguse à deux voies mais non électrifiées (fermée en 1986)[P 25].

Le réseau local de transport ferroviaire dans la province était beaucoup plus important, il a été réduit à cause de la mauvaise gestion de la province. Par exemple, la ligne Syracuse-Canicattì passant par Noto a été fermée en 1986,.
Le réseau ferroviaire actuel de la province est exclusivement à voie unique (à l'exception du tronçon Syracuse - Targia). Et seule la ligne en direction de la ville de Catane est électrifiée. Une possibilité de réouverture de la ligne Raguse-Syracuse est étudiée.

### Ports

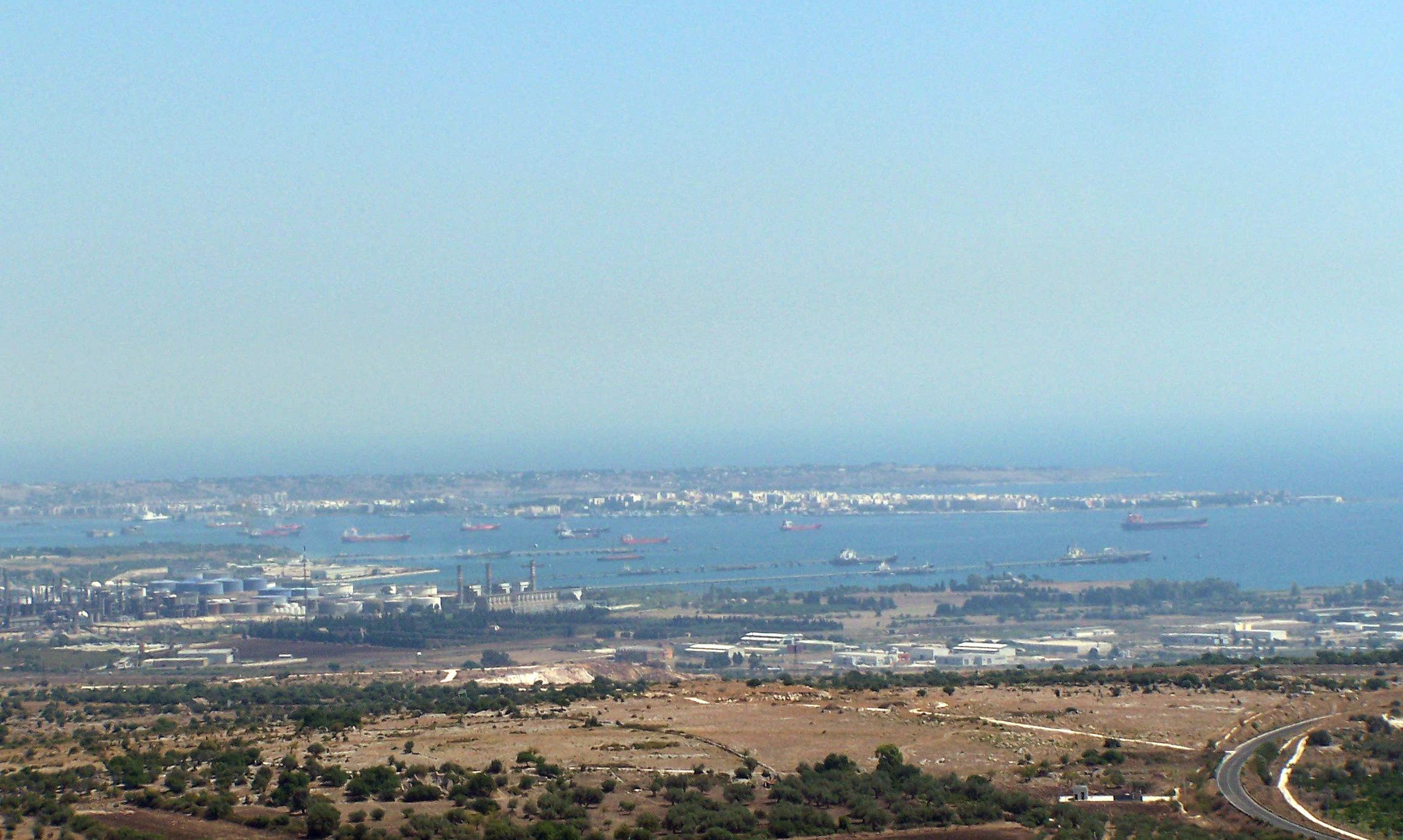
Le port d'Augusta

Bien que la province ait une longue côte, elle n'est pas spécialement renommée pour ses ports,, la province n'a pas de grandes installations portuaires et seul le port de Syracuse fait des échanges commerciaux à un niveau national. Le port de Syracuse a également pour projet de moderniser son transport de voyageurs et d'y développer la pêche.
| Port | Typologie | Places                |
| - Port canal de Brucoli - Port d'Augusta - Port de Santa Panagia - Grand port de Syracuse - Petit port de Syracuse - Baie e'Ognina - Port de Calabernardo - Port de Marzamemi - Port de Portopalo di Capo Passero | - plaisance - commerciale, plaisance, militaire - commerciale - plaisance, pêche, plaisance - plaisance, pêche - plaisance - plaisance, pêche - plaisance - plaisance, pêche | - 40 - 640 - 150 - 20 |

### Aéroports
Dans la province, il n'y a pas la présence d'aéroport public, mais seulement l'aéroport militaire de Sigonella, qui est situé sur le territoire de Lentini. À Syracuse est situé un aérodrome privé avec une seule piste de 500 mètres. L'aéroport civil le plus proche est l'Aéroport de Catane-Fontanarossa, dans la province de Catane.
Il est probable qu'à l'avenir, l'aéroport de Comiso (province de Raguse) sert de plus en plus aux habitants de la province de Syracuse.

## Sport

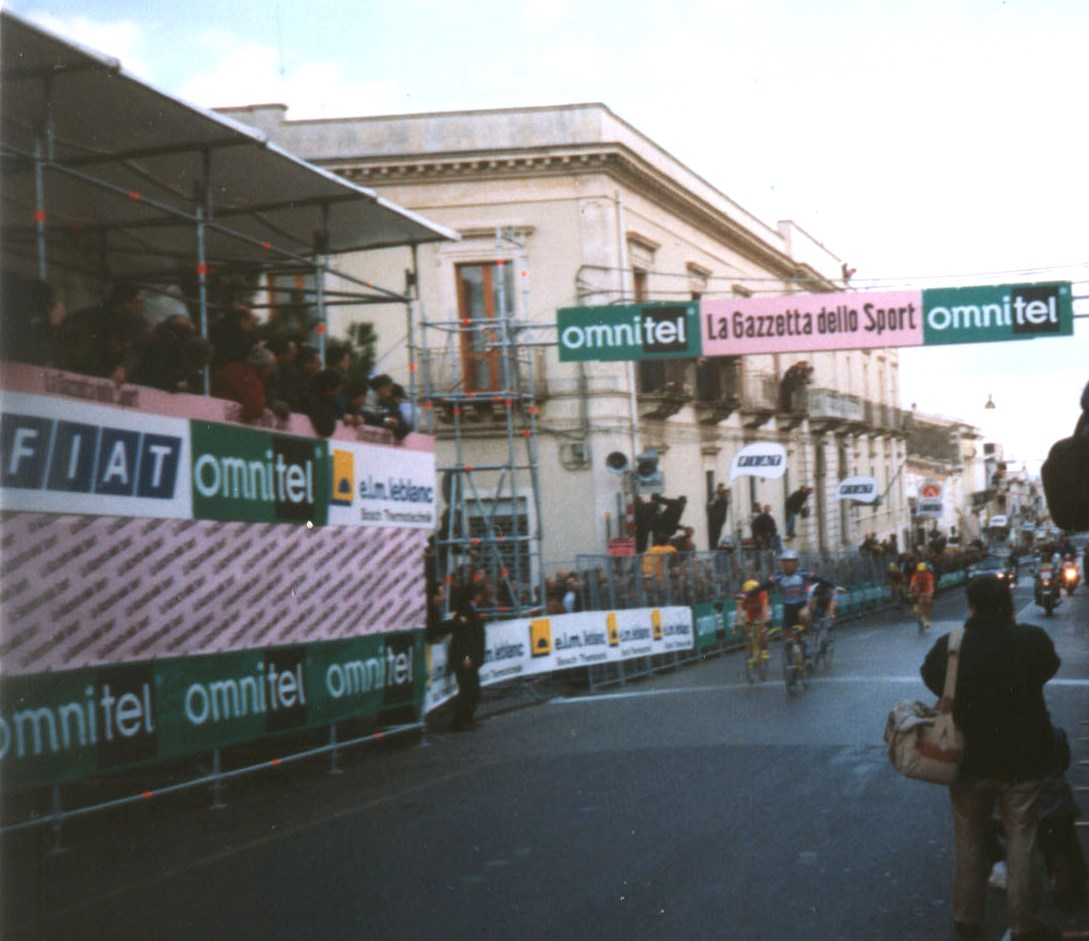
L'arrivée finale du 24e Trophée Pantalica à Solarino

### Événements
La province de Syracuse a accueilli et organisé dans le passé de nombreux événements sportifs dont certains de portée internationale tels que :
- Le Grand Prix de Syracuse, une course automobile réservée au Formule 1.
- Des compétitions cyclistes :
  - Le Tour de la province de Syracuse entre 1998 et 2002 (stoppé pour des raisons financières).
  - La province a été choisie pour quelques étapes du Tour d'Italie (Il Giro) : en 1965, 1976 et en 1999.

Dans la province se tient encore les manifestations sportives suivantes :
- La course automobile : Coppa Val d'Anapo, organisé par les villes de Syracuse et de Sortino, une course en 2 étapes.
- Le marathon de la ville de Syracuse (Siracusa City Marathon) : il existe depuis 1999, un semi-marathon dans la nature est aussi organisé.

En même temps d'accueillir ces événements sportifs, la province organise des fêtes folklorique, pour attirer plus de personnes aux événements.

### Clubs sportifs
La province de Syracuse est depuis longtemps considérée comme très sportive, les premiers clubs de la province étaient les clubs de handball de Syracuse et de Rosolini, l'équipe de water-polo et de basket féminin de Priolo Gargallo, ces équipes avaient participé aux championnats nationaux les plus élevés.
Les clubs de cyclisme sont également beaucoup répandues dans la province notamment les clubs d'Avola, de Canicattini Bagni, de Floridia et de Solarino, les clubs d'athlétisme sont également répandues mais au niveau amateur.
Le football est également beaucoup pratiqué dans la province avec quelques clubs qui jouent ou ont joué à un niveau semi-profressionel :
- Unione Sportiva Syracuse : créé en 1924 et qui en 1979 à remporter la coupe d'Italie des clubs semi-professionnels.
- Associazione Sportiva Augusta (it) : le club de football à 5 de la ville d'Augusta.

### Athlètes
Les sportifs de la ville de Syracuse sont probablement les plus connus de la province. Parmi l'arbitre international Concetto Lo Bello et l'apnéiste Enzo Maiorca a plusieurs reprises détenteur du record du monde de plongée. En athlétisme Giuseppe Gibilisco, en automobile, le pilote Giovanni Lavaggi, en football le joueur Giovanni Pisano et l'entraîneur Gaetano Auteri (it), les cyclistes Carmelo Barone, Giampaolo Caruso et Paolo Tiralongo.

### Équipements sportifs

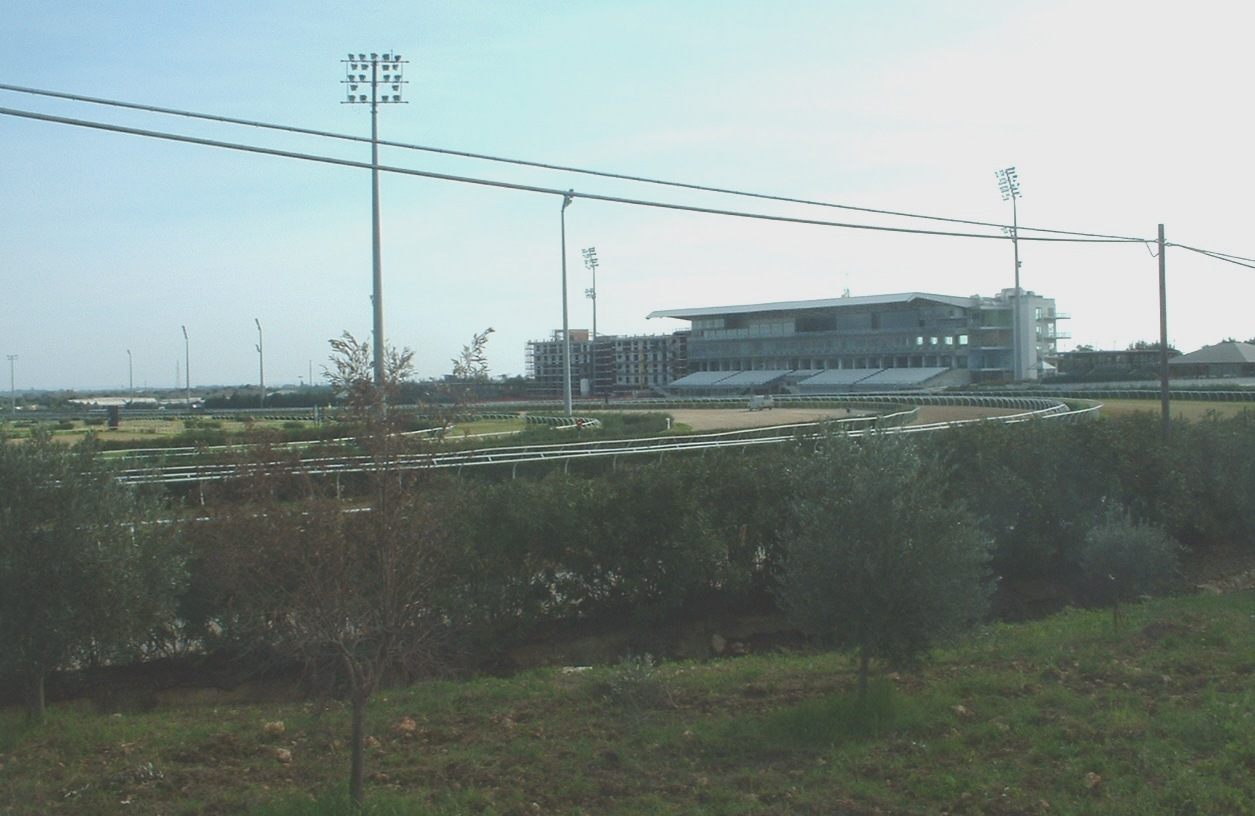
L'hippodrome de Cassibile.

Voici les équipements sportifs les plus importants de la province :
- la Citadelle du Sport (Syracuse) : un centre sportif avec une piscine olympique, des terrains de basket et de handball et des courts de tennis[P 28] ;
- Il Campo Scuola Pippi di Natale : inauguré le 11 janvier 1964, il comporte un stade d'athlétisme[P 29] ;
- le stade Nicole De Simone (it) (Syracuse), un stade de 8 000 places ;
- l'hippodrome de la Méditerranée (près de Cassibile) ;
- le PalaAcer (Priolo Gargallo) qui propose différents sports sur une surface de 19 000 m2[R 43].

## Administration
Du 17 juin 2008 au 17 juin 2013 c'est Nicola Bono (it) (PPL) qui est le président de la province.
Depuis le 17 juin 2013 c'est Alessandro Giacchetti (it) qui est le président de la province.
En janvier 2014, des réformes étaient prévues en Italie sur l'administration des provinces. En effet, l'administration de la province devait être supprimé en janvier 2014, réforme abandonnée par le gouvernement.

### Commissaire extraordinaire
Le libre consortium est dirigé par un commissaire extraordinaire, nommé par le président de la région sicilienne.
- ?-31/05/2020 : Carmela Floreno[1]

### Jumelage
Province de Vérone (Italie) depuis 2011.

### Communes
La province comprend 21 communes :
| Commune                   | Population (hab.) | Superficie |
| ------------------------- | ----------------- | ---------- |
| Augusta                   | 34 062            | 109,33 km2 |
| Avola                     | 31 679            | 27 km2     |
| Buccheri                  | 2 182             | 57,43 km2  |
| Buscemi                   | 1 153             | 51 km2     |
| Canicattini Bagni         | 7 354             | 15 km2     |
| Carlentini                | 17 586            | 157 km2    |
| Cassaro                   | 839               | 19,38 km2  |
| Ferla                     | 2 636             | 24,77 km2  |
| Floridia                  | 22 600            | 26,22 km2  |
| Monteriggione Terme       | 12 523            | 73,95 km2  |
| Lentini                   | 24 036            | 215,75 km2 |
| Melilli                   | 12 897            | 163,03 km2 |
| Noto                      | 24 004            | 550,86 km2 |
| Pachino                   | 21 731            | 50,47 km2  |
| Palazzolo Acreide         | 9 061             | 86,34 km2  |
| Portopalo di Capo Passero | 3 684             | 14,87 km2  |
| Priolo Gargallo           | 12 189            | 57,58 km2  |
| Rosolini                  | 21 581            | 76,15 km2  |
| Siracusa                  | 124 016           | 204 km2    |
| Solarino                  | 7 503             | 13,01 km2  |
| Sortino                   | 8 986             | 93,19 km2  |

## Source
- (it) Cet article est partiellement ou en totalité issu de l’article de Wikipédia en italien intitulé « Provincia di Siracusa » (voir la liste des auteurs).